# Inkvizíció
Az inkvizíció vagy katolikus nevén a szent inkvizíció, bírósági eljárás és intézmény a katolikus egyházon belül, amelynek célja az eretnekség, a hitehagyás, az istenkáromlás, a boszorkányság és a deviánsnak tartott szokások elleni küzdelem volt. A késő középkortól kezdve több olyan intézményre utal, amelyek célja ezek felszámolása volt.
A középkori inkvizíció kialakulása (12–13. század) után pápai szentesítéssel, a római katolikus egyház által alapított, egymástól független szervezetek jöttek létre Európa déli és délnyugati részén.
Alapvetően az inkvizíció a hit és az erkölcs tisztaságának védelmére létrehozott egyházi bírósági intézmény a középkorban. Az eretnekségek mellett foglalkozott minden olyan, az egyház belső életét érintő problémával, mely a hit továbbadását komolyan akadályozhatta, így például hivatásukhoz méltatlan főpapok ügyeivel, magánkinyilatkoztatások igazságtartalmának ellenőrzésével stb. 
Az inkvizíció a történelem során többször, többféleképpen létrehozott katolikus egyházi intézmény, amely az eretnekek, tehát az aktuálisan hivatalos egyházi nézetekhez és a római katolikus társadalomhoz képest másként gondolkozók, illetve a más vallásúak és a hitetlenek elleni fellépést tekintette feladatának. Nevét elsősorban a pápasághoz kötik, noha a történelem során az inkvizíciót nem mindig Rómából irányították – sőt, a legismertebb spanyol inkvizíció kifejezetten állami szervként működött. 
Az inkvizíció sajátos keverékét alkotta a hitvédelemnek és a világi igazságszolgáltatásnak. Eljárásait hitbéli kérdések alapján indította, a súlyosabb ítéleteket azonban a világi hatalmak feladatává tette az ecclesia non sitit sanguinem elv alapján, azaz mert "az egyház nem szomjazik vérre". Később, az inkvizíció eljárási és szervezeti rendszerének kialakulása után nem sokkal már az ítéleteket is a világi bíróságok hozták meg.
A legújabb korban II. János Pál pápa volt az első római katolikus pápa, aki bocsánatot kért az egyház összes múltbéli bűnéért, köztük a protestánsok és a zsidók elleni bűnökért, Konstantinápoly keresztes kifosztásáért, a latin-amerikai és ázsiai erőszakos hitterjesztésért, valamint az inkvizíció kegyetlenségéért. Az inkvizíció megítélése azonban a mai napig is vitákat gerjeszt, és működésével kapcsolatban a különböző világnézetű vagy pártállású elemzők akár teljesen eltérő véleményt is képviselhetnek.

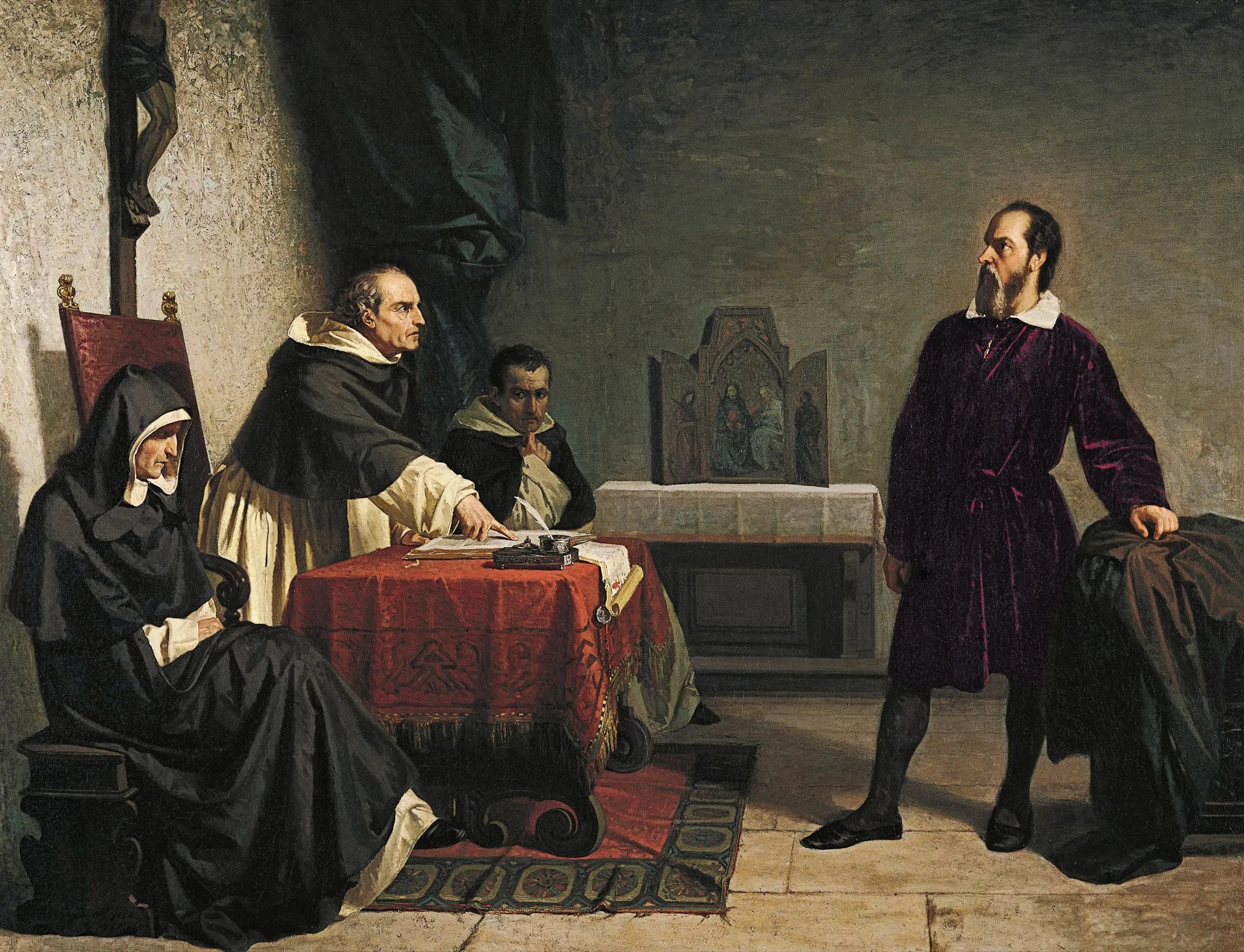
Galileo Galilei a római inkvizíció előtt
(Cristiano Banti festménye, 1857)

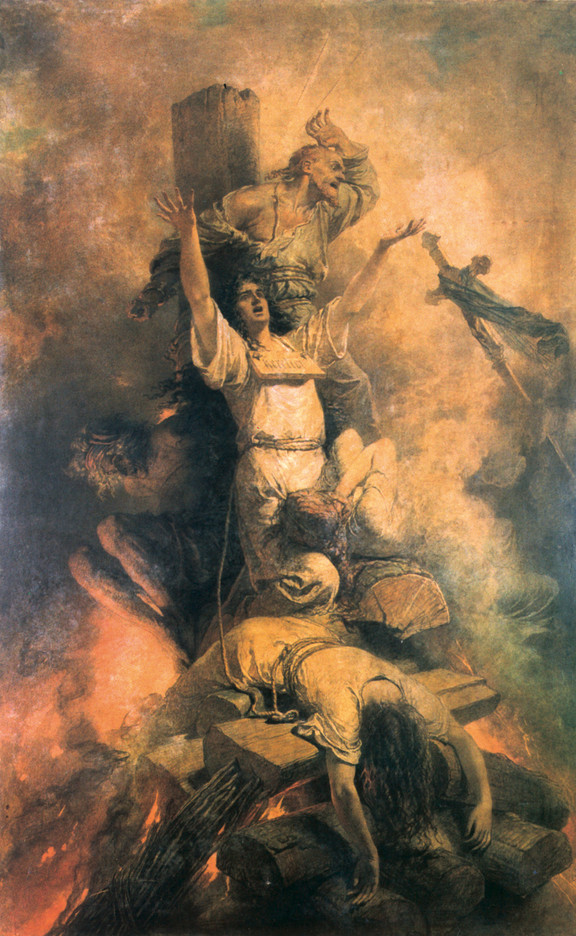
Zichy Mihály 1868-ban festette a spanyol inkvizíció borzalmait megelevenítő „Autodafé” című festményét

## Etimológia
A szó a latin inquisitio (= kikérdezés, kinyomozás) szóból származik. Közismert jelentése a "tévelygő eretnekek" kinyomozása (inquisitio haereticae pravitatis), majd megbüntetése, illetve annak sajátos szervezeti formái.

## Háttér
A régebbi vallásokkal ellentétben a kereszténység, mint monoteista kinyilatkoztatott vallás, az egyetemes igazságra, felsőbbrendűségre és a kizárólagosság igényére törekedett és a Római Birodalom államvallásaként beágyazódott az államszervezetbe. A másként gondolkodókat egyre inkább azzal gyanúsították, hogy megkérdőjelezik a római fennhatóságot. Az eretnekség az „államellenes felkeléssel” egyenlő cselekménnyé vált, amelynek hirdetőit és követőit eretnekként üldözték és büntették. Az eretnekség üldözése és az állam vallási kötelességének összefonódása látható a 380-as thesszaloniki ediktumban, amikor I. Theodosius császár a nikaiai-kereszténység oldalára állt, amelyet "katolikusnak" nyilvánított.
A kereszténységben dogmákat kezdtek kialakítani az „igaz hit” meghatározására. A dogmatika fejlődése nemcsak azt tette világossá, hogy mit takar az igaz hit, hanem azt is, hogy mi nem felel meg neki. 
Az inkvizíció ott intézkedett, ahol az egyház szükségesnek tartotta, és a feltételek teljesültek. Az államegyház nem tűrt ellenvéleményt, elutasító bírálatot pedig még kevésbé. Az egyházat "hódolat illeti, nem bírálat". Aki nincs vele egy véleményen, az ellene van, aki ellene van, az eretnek. Az egyházi inkvizíciós eljárásokat vezető inkvizítorok elsősorban püspökök, majd jóval később szerzetespapok voltak.

## Eredete
Az inkvizíció mint szervezet csak a 13. században jött létre. Azonban már az ókortól kezdődően is sor került erőszakos és akár halállal végződő hitvitákra. Már a 4. században voltak eretnekkivégzések, bár kezdetben többnyire csak a bebörtönzést alkalmazták, kínzás nélkül, ritkán folyamodtak kivégzésekhez.
Az „eretnekség” elnyomásának történetét két nagy időszakra osztják:
- a püspöki időszak, az inkvizíció előzménye – a 4. századtól a 12-13. századig, amikor az eretnekek üldözésével a püspökök foglalkoztak
- az intézményesült inkvizíció kora a 13. századtól a 19. századig,

A 12. század előtt a katolikus egyház fokozatosan elnyomta az eretnekséget, általában az egyházi bíróságok rendszerén keresztül. Kezdetben az üldöztetést többnyire állami hatóságok hajtották végre, de a püspöki joghatóság erősödésével fokozatosan erősödött a katolikus egyház részvétele is. Az egyház büntetése magába foglalta a kiközösítést és a bebörtönzést. Bár sok állam megengedte az egyháznak a halálbüntetés alkalmazását, kezdetben nem szabták ki gyakran, mivel ennek a büntetésnek számos egyházi ellenfele volt.

### Korai kereszténység
Constantinus császár ediktuma megvetette a keresztény egyház és az állam szövetségének alapját. Az új helyzetben az egyházban új ellentétek merültek fel, új eretnekségek keletkeztek. A papság a császárra apellált. Constantinus megmaradt pogánynak, s betöltötte „az egyház külügyi püspökének”, az egyházon belüli viták legfelsőbb döntőbírójának a szerepét.
A keresztény egyház már a története korai szakaszában a világi hatalom segítségére támaszkodott vetélytársainak, a "pogány" és más kultuszoknak, a belső ellenzéknek, valamint a nagyszámú eretnek áramlatnak az elnyomásában.
I. Theodosius császár (379-395), akinek uralkodása idején a kereszténység államvallássá vált, az egyház felbujtására betiltotta a pogány kultuszokat, s a pogány templomok földjét elkobozta a keresztény egyház javára. A hálás egyház ezért őt is „Nagy”-nak nyilvánította.
Halálbüntetéssel végződött 385-ben Ávila püspökének, az aszketikus tanokat hirdető Priscillianusnak az ügye , aki a korai inkvizíció első gyanúsítottja volt, és akit az egyre több dogmát felállító, egyre hierarchikusabban kiépülő, a vezető pozícióját megőrizni szándékozó egyház mágiával és manicheizmussal vádolt meg. Priscillianust a kínzások hatása alatt történt beismerő vallomása után, eretnekség miatt, testi fenyítés alá vetett, majd Trierben kivégeztetett. Priscillianus hívei közül több, eretneknek nyilvánított vádlottat is kivégeztek, ötöt pedig száműztek. Sziriciusz pápa pedig tiltakozott az ellen, hogy Priscillianust világi bíróság ítélte halálra, nem pedig egyházi törvényszék döntött felette.

### Hippói Szt. Ágoston filozófiája
Az egyik első teológus, aki megindokolta az erőszak alkalmazásának szükségességét „az egyház doktora”, Hippói Ágoston (354-430) volt, a katolikus egyház egyik legkiemelkedőbb teológusa.
Egyike azon kevés, vallási témában író ókori szerzőnek, aki valaha is vizsgálta a vallási kényszerítés gondolatát. Az „eretnekeket” eltévedt bárányokhoz hasonlította, az egyházi embereket pedig pásztorokhoz, akiknek kötelességük a bárányokat visszaterelni a nyájba, szükség esetén korbáccsal és bottal is. Az eltévedt bárányt nem kell halállal büntetni, elegendő megverni, hogy megfelelően okuljon. A vallási kényszert olyan alapossággal és koherenciával igazolta, ami hozzátartozik jelleméhez, így Ágoston a vallási liberálisok nemzedékei előtt „az üldözők fejedelmeként” tűnik fel.
A testi fenyítés nem is olyan szigorú büntetés, hiszen a szülők is megverik engedetlen gyermekeiket, a tanítók az engedetlen tanulókat, sőt a világi bíróságok élén álló püspökök is botbüntetésre ítélik a közönséges jogsértőket.
Ebből a célból a kínzások, ha segítségükkel az eretnekeket vissza lehet téríteni az igaz útra, rendjén valók, mert csak a húsnak, „a lélek börtönének” ártanak.
Ha a bibliai tanítás szerint a hűtlen feleséget meg kell büntetni, úgy annál inkább meg kell büntetni az egyházi dogmákat eláruló hitehagyottat. Nem fontos – bizonygatta Ágoston – hogy az eretnek csak a büntetéstől való félelmében tagadja meg hamis hitét, hiszen „a tökéletes szeretet végső soron legyőzi a félelmet”. Az egyháznak joga van arra, hogy erőszakkal térítse vissza kebelébe eltévelyedett fiait, ha ezek másokat is rávesznek önnön lelkűk megrontására.
„Ezek (az eretnekek) – írja Ágoston – megölik az emberek lelkét, míg a hatalom csak testüket veti alá kínvallatásnak; az örök halált hívják ki, s aztán panaszkodnak, ha a hatalom ideiglenes halálra ítéli őket.”  Ágoston szerint az eretnekség megbüntetése „a szeretet aktusa”.
A kínvallatás és a máglyák igazolására törekedve, a középkori inkvizítorok Ágoston tekintélyére hivatkoztak. Az egyház modern kori védelmezői azonban gyakran igyekeztek lemosni a "Szent" Ágostonról az inkvizíció előfutárának sötét foltját.

### Szt. Jeromos
Ágoston kortársa, Jeromos (kb. 342-420) – a katolikus egyház másik "doktora" és szentje – Vigiliantius aquitaniai presbiter megölésére szólított fel, hogy megmentsék a lelkét, mert azzal vádolta őt, hogy elutasítja a szentek és a vértanúk ereklyéinek kultuszát. Jeromos azt bizonygatta, hogy az ilyen buzgóság „Isten ügyének” megvédelmezésében nem kegyetlenség, mert a bűnös megbüntetése a jámborság legjobb formája: a test halála útján a lélek halhatatlanságára vezet.

### A középkor második fele
A keresztény egyház erkölcsi és hitbeli tanításai hosszú évszázadok alatt terjedtek el az európai társadalmakban. Az első, eretnekeket sújtó kivégzések Orléans-ban és Milánóban történtek 1022-ben és 1034-ben, majd 1126-ban Saint Gilles-ben. Az eretnekek elvetették az egyház tanítását, és többnyire elvetették az egyház és a világi társadalom hierarchiáját is, az általuk jobbnak ítélt, régi archaikus állapotok visszaállítására törekedtek.
Az eretnekek elleni küzdelem eleinte szervezetlenül folyt. A 11–12. században Közép-, Kelet- és Észak-Európában nagyszabású térítések kezdődtek, sőt a poroszországi pogányok ellen kereszteshadjárat is indult, a hitvédelem mégsem szerveződött még intézményes formába. Azonban az egyház kötelezni kezdte a világi uralkodókat az eretnekség elleni harcra. II. Péter aragóniai király így esküdött III. Ince pápának: „Én, az aragonok királya, vallom és ígérem, hogy mindig hű és engedelmes leszek uramhoz, Ince pápához, valamint katolikus utódaihoz és a római egyházhoz. Nagy gondom lesz arra, hogy birodalmam is engedelmeskedjék neki. Védelmezem a katolikus vallást, és üldözöm az eretnek romlottságot.” A világi uralkodók közül elsőként II. Péter rendelte el az eretnekek máglyahalálát 1197-ben.
A 13. században és a 14. század elején Nyugat- és Közép-Európában széles körben terjedtek az őskereszténység szellemében fogant népmozgalmak. Résztvevőit különbözőképpen nevezték: begináknak, begardoknak, lollardoknak stb.
Az egyház azonnal felvette velük a harcot. Amíg ezek az emberek csak önmagukat sanyargatták, addig az egyház többnyire nem üldözte, hanem dicsérte és magasztalta őket. De mihelyt azt javasolták, hogy az ő életmódjukat tegyék általános magatartási normává a papság és a pápa számára is, akkor az egyházi hierarchia eretnekeknek nyilvánította őket.
Az egyik ilyen eretnekség az amalrikianizmus volt. Ez Benai Amalricus francia teológus tanításainak hatására keletkezett, és panteizmus jellemezte. Isten minden létezőben és élőben jelen van – hirdették hívei, „a Szentlélek fivérei és nővérei”. Elutasították az egyházi szertartásokat, elítélték az egyházi szentségeket, a szentek és a relikviák tiszteletét. Tagadták a magántulajdont, azt állították, hogy minden mindenkié, s azt követelték, hogy a klérus az evangéliumi apostolokhoz hasonlóan mondjon le az anyagi javakról.
Az amalrikianizmus tanítását III. Ince pápa idején az 1210. évi párizsi és az 1215. évi lateráni zsinatokon elítélték. A pápaság utasította az egyházat, hogy törölje el őket a föld színéről.
Az egyház álláspontja az ítéletekkel kapcsolatban a 13. század vége felé kezdett megváltozni. A 13. század végétől az egyház igyekezett a halálos ítéletek ódiumától megszabadulni, és világi bíróságokra hárítani azt.
Az erős középkori pápaság a 13. század elején minden erejével az "eretnek" szálak elvarrása mellett vette fel a harcot. A 13. század első felében a pápák felszólítására a magyar seregek többször indultak el Bosznia ellen, az ottani bogumil eretnekség visszaszorítására.
Volt azonban egy eretnekség, amely mindennél nagyobb teret hódított Európában, és azon belül is leginkább Franciaország Languedoc nevű déli tartományában. Ezek a katharok („tiszták”) vagy más néven az albigensek (Albi városról) voltak. A katolikus egyház szervezetével és a papság világias életével szemben fellépő katharok a gnoszticizmushoz hasonló dualizmust hirdettek.

## Kialakulása

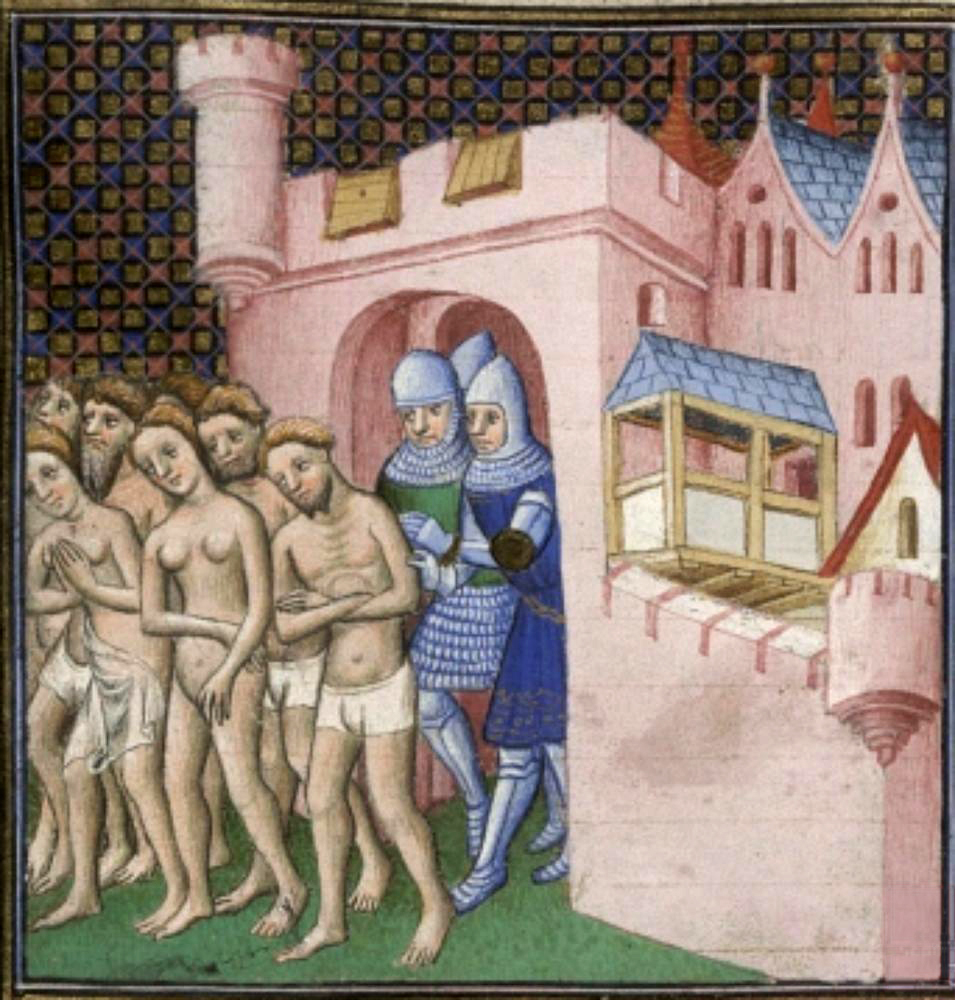
A megalázott katharok kiűzése Carcassonne-ból, 1209-ben

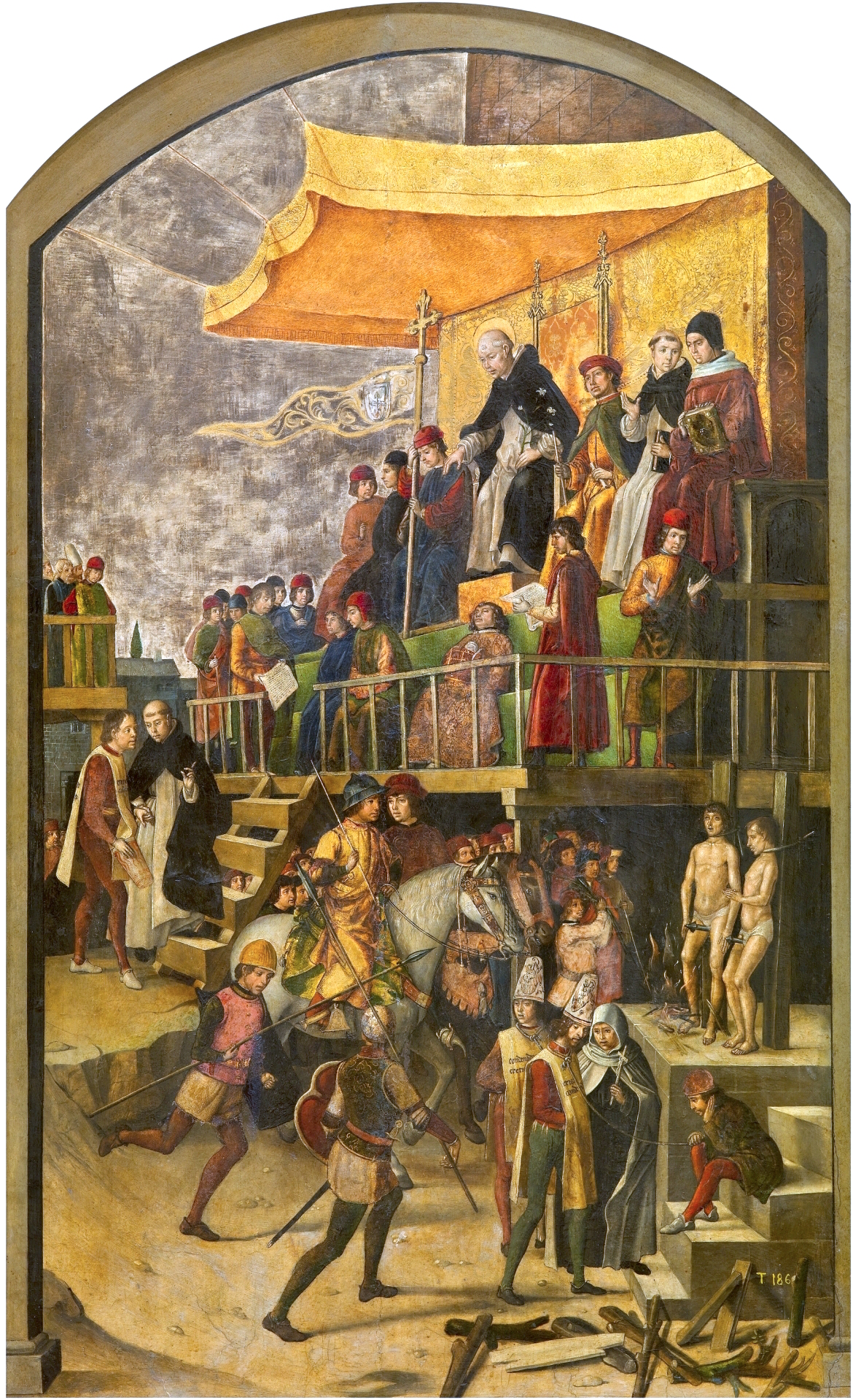
Autodafé Szt. Domonkos vezetésével.
(Pedro Berruguete festménye, 1495)

Időrendi sorrendben négy szervezett, intézményes alapon működő inkvizíció létezett: 
- a középkori inkvizíció (wd) (vagy dominikánus–ferences inkvizíció, 12. – 15. század közepe),
- a spanyol inkvizíció (állami intézményként, 1478–1833),
- a portugál inkvizíció (wd) (1531–1821)
- és a római inkvizíció (Római és Egyetemes Inkvizíció Szent Kongregációja vagy Szent Officium, 1542-től máig),[25]

az előbbiektől függetlenül, a spanyol inkvizícióból létrejött több önálló, újvilági szervezet is.
Mindegyiket megelőzte a 12. század végi, szervezeti háttér nélküli tekintélyelvű (episzkopális) vagy püspöki inkvizíció.
Minden későbbi változat a 13. századi középkori inkvizíció következménye, egyenes leszármazása. Ez kétirányú változások nyomán alakult ki, a cél egyfelől a katolikus papság korrupciójának és tudatlanságának felszámolása, másfelől az eretneknek nyilvánított nézetek üldözése volt. Az eretnekség mint fogalom nehezen megfogható, körülírható és szabályozható jelenség volt a középkorban, hiszen Biblia-értelmezéssel szinte mindenki foglalkozott, és a konzekvenciák időnként jelentősen eltértek egymástól. Az inkvizítoroknak sokszor kellett nehéz hitelvi kérdésekben dönteniük és meghatározniuk, hogy az adott gondolkodás a katolikus tanításnak ellentmond-e, vagy csupán a katolikus tanítást szervesen kiegészítő elemek-e.
Az inkvizíció eredetileg az eretnek mozgalmak ellen jött létre, mint a katharok és a bogumilok. Ezekben közös a dualisztikus világnézet, és mind teológiai alapon kerültek szembe az egyházzal, és a teológia révén jutottak el az egyházszervezet ellenzéséig. Az eretnek tehát kereszténynek született, vagy kereszténynek számított és olyan tanokat kezdett el képviselni, vagy olyan tanításokat kezdett el követni, melyek az egyház szerint megengedhetetlenek voltak. Például a középkorban egy zsidó vagy egy muzulmán embert nem tekinthettek eretneknek, hiszen nem volt keresztény.
A 12. században Pierre Valdes létrehozta a valdens mozgalmat, ami már eredendően az egyház gazdagsága és világi hatalma ellen lépett fel. Ez nem is lett volna okvetlen oka az inkvizíció rá mutató felfigyelésének, ugyanis Valdes tanai e szempontból erősen hasonlítottak Szent Domonkos és Assisi Szent Ferenc bizonyos nézeteihez, hanem inkább az, hogy összességében eretnekségként kezelték tanait, és az inkvizíció egyik célpontja lett.
Szintén a 12. században lépett fel a Szabad Szellem Testvérisége nevű szekta. 1212-ben mintegy nyolcvan szektatagot égettek meg Strassburgban. A 13. század elején még a későbbi Szent Ferenc követői (később ferences rendi szerzetesek) is üldöztetést szenvedtek az inkvizíciótól. Maga Szt. Domonkos rendszeresen prédikált eretnekeknek és nagy sikert ért el, főleg az eretnek nők körében. A domonkos rend létrejötte is az eretnekek elleni, egyébként kezdetben békés küzdelem jegyében született.
A domonkosok azonban a későbbiekben sokszor tévesztették össze a ferences szerzeteseket a katharokkal vagy valdensekkel. Nem sokkal Szent Ferenc halála után Kasztíliában öt ferences szerzetest égettek meg. A ferencesekből kinőtt és velük szembefordult extrém irányzat, a spirituálisok (fraticellik) tagadták az egyházi hierarchiát, valamint bármiféle vagyon birtoklását, aki egyházi ember létére vagyont birtokolt, az szerintük érvénytelenítette a hivatását. A feudális egyház elleni fellépésük miatt 1296-ban VIII Bonifác eretneknek nyilvánította őket. 
XXII. János pápa megerősítette az eretnekké nyilvánítást, így számos fraticelli került máglyára. Az üldözés szétszórta őket, de az 1520-as években még mindig elítéltek eretnekséggel vádolt szerzeteseket.
A későbbiek folyamán az inkvizíció kiterjesztette saját hatáskörét a boszorkányságra, majd az ateizmusra és a sátánizmusra is. A 16. századtól a protestánsok is boszorkányüldözésbe fogtak, de nem inkvizíciószerű szervezettséggel.

## Az inkvizíció története

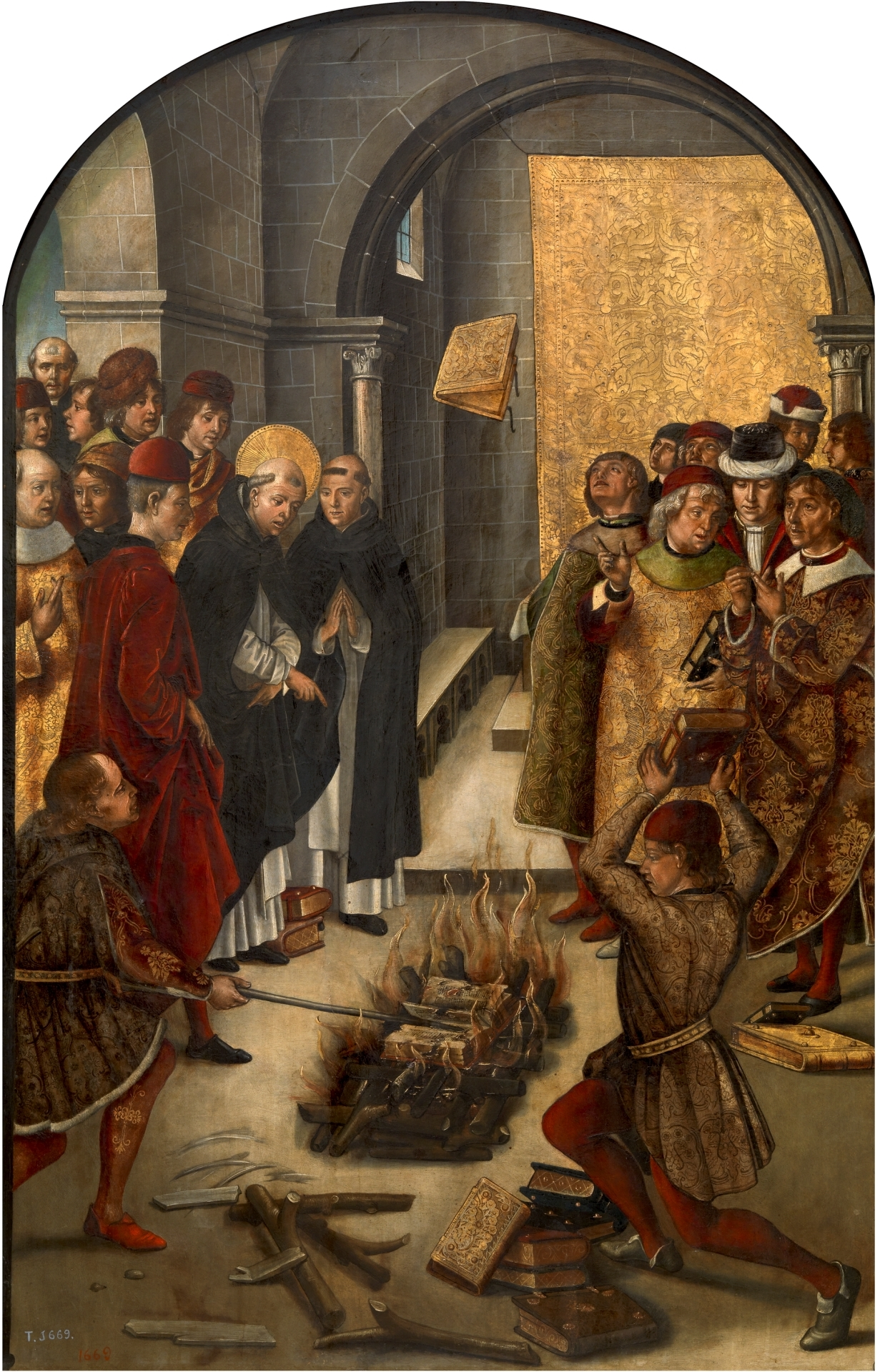
Pedro Berruguete: Szent Domonkos albigens könyveket éget

### A középkori inkvizíció
Az inkvizíció első hulláma a balkáni bogumil mozgalomhoz hasonlatos dél-franciaországi albigens eretnekmozgalom ellen szerveződött. Ezt kezdetben az egyházi, majd ennek hatására a világi hatóságok is üldözték, először kiközösítéssel és hatósági úton (például harmadik lateráni zsinat, 1179). Ennek hatástalansága indította az első, ún. episzkopális inkvizíciót 1184-ben, az Ad abolendam… (Hogy kiirtassék…) kezdetű pápai bulla kiadásával. Azért nevezték episzkopálisnak, mert a helyi püspökök (latinul: episcopus) gondjaira volt bízva a végrehajtása, és célja az eretnekség kiirtása volt.
Ez az inkvizíció nem volt különösebben sikeres, főképp azért, mert a katharok általános tiszteletnek örvendtek a lakosság körében. A másik ok az egyházi korrupció volt, ami miatt a papságról maga III. Ince pápa is így vélekedett: „Rosszabbak, mint a saját ürülékükben fetrengő vadállatok”. A papság nagyobb része az örökséggel nem rendelkező nemesi sarjakból tevődött ki, akik nem elhivatottság, hanem megélhetés miatt váltak pappá, és papi-főpapi mivoltukat pénzkereső foglalkozásként értelmezték. Az alsópapság viszont szellemi téren nem volt versenytársa a képzett kathar prédikátoroknak. 1215-ben a XII. Egyetemes Zsinat (negyedik lateráni zsinat) határozatai minden eretneket kiközösítettek. Ez a zsinat írta elő, hogy az eretnekeket a világi hatóságoknak kell átadni és minden vagyonukat el kell kobozni. Innen ered az a gyakorlat, hogy az eretnekséggel meggyanúsítottakat ideiglenesen, egy évre közösítették ki, majd az alatt nem bizonyította nem eretnek voltát, az inkvizíciós eljárás automatikusan megindult ellene. A világi hatóságokat kiközösítés fenyegetése mellett kötelezték az inkvizícióval való együttműködésre.
Ebben a közegben lépett fel 1206-ban Domingo de Guzmán, az osmai székesegyház szerzeteseinek alperjele, aki Diego osmai püspökkel együtt kívánt harcolni a „fertőzés” ellen. Diego azonban még 1206-ban meghalt, így a kivitelezés egyedül Guzmánra maradt. 1207 és 1221 között rengeteg kathart küldött máglyára. A tevékenységére jellemző, hogy 1215-ben Domingo de Guzmán nem merte új rendjét az eredetileg kiszemelt Carcassonne városban létrehozni, hanem Toulouse-ban tette ezt meg. De már 1217-re olyan ellenséges légkör jött létre Domingo és rendje körül, hogy a dominikánusok szétszóródtak az országban, és ekkor tűntek fel a párizsi és a bolognai egyetemeken, valamint megkezdték térítő munkájukat a Pireneusi-félszigeten is.
III. Ince pápa 1207 novemberében hirdette ki a kathar eretnekek ellen a "szent" keresztes hadjáratot. Ezt 1208 és 1228 között a francia korona támogatását élvező IV. Simon de Montfort és fia, VI. Amaury vezették, nem titkolt céljuk volt VI. és VII. Rajmund toulouse-i gróf grófságának megszerzése. Ezzel az eretnekség elleni fellépés az eszmei síkról politikai, gazdasági és hatalmi irányba tolódott el. A hadjárat szörnyű embertelenséggel járt.
A katharok (albigensek) elleni keresztes hadjárat 1229-ben, a párizsi békével ért véget, melyben a toulouse-i grófság nagy része királyi kézbe került. A mozgalom végleg csak a következő évszázadban hunyt ki.
A középkori inkvizíciónak nevezett szervezet 1230 körül, vagy az azt követő években a sikertelen episzkopális inkvizíció továbbfejlesztésére jött létre. Szervezésében és eljárási rendje kialakításában felhasználták a dominikánusok ekkorra már jelentős eretneküldöző tapasztalatait. Ezt már pápai határozat alapján külön kiképzett vallatók hajtották végre; ők főként a domonkosok közül kerültek ki. Eddig a ferencesek és dominikánusok közt rivalizálás folyt, hogy melyik rend legyen az elöljáró legátus rendje, de IX. Gergely 1233. április 20-án adta ki azt a bulláját, amiben a dominikánusokat bízza meg az eretnekség kiirtásával. Április 22-i bullájában ezt írta: „… ti felhatalmazást nyertek, hogy örökre megfosszátok a papokat egyházi javadalmaiktól, és hogy szembeszálljatok velük és mindenkivel, könyörület nélkül, világi fegyveresek segítségét híva, ha szükségeltetik.” Ekkor hirdette ki a dominikánusokból álló állandó ítélőszék felállítását is.

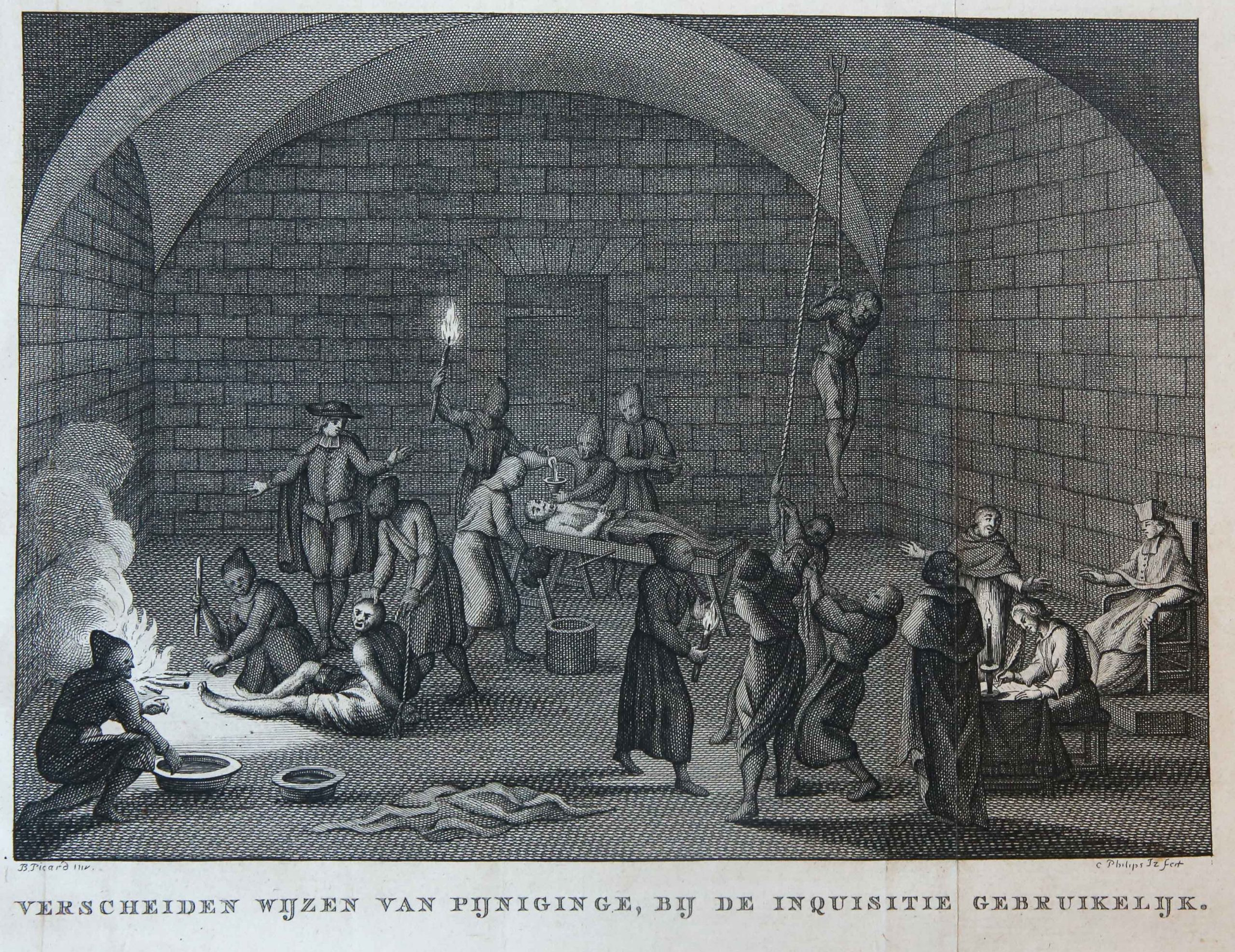
Kínzókamra a késő középkorban

Egy évvel később Toulouse székhellyel alakult meg hivatalosan a pápai inkvizíció, az első két kinevezett inkvizítor dominikánus volt. A pápai bulla alapján feladatuk elsősorban a korrupt papság elleni fellépés lett volna, szerepkörük azonban hamarosan eretneküldözéssé vált. Az eretnekeket jogaiktól másodíziglen megfosztották, megtagadták temetésüket, megvonták a fellebbezés és a védelem jogát, elkobozták vagyonukat és a feljelentőket megjutalmazták. 1235-re általános gyakorlattá vált Toulouse-ban, hogy elhunytakat ástak ki és égettek el – a lakosság óriási felháborodására. A város konzuljai a helyi grófot keresték meg panaszaikkal, aki azonban nem tudta elérni, hogy a dominikánusok szüneteltessék ítélkezésüket. 1235 novemberében végül a toulouse-i inkvizítorokat elüldözték a városból; majd 1236-ban pápai utasításra visszaengedték őket, és minden kezdődött elölről.
1252-ben IV. Ince pápa megengedte a kínpad alkalmazását is az inkvizíciós eljárásoknál. Kínpadra csak egyszer lehetett vonni a gyanúsítottat, ezért míg a vádlott nem vallotta be a "bűnét", nem szüntették be a kínzásokat, csak esetleg felfüggesztették. A kínzások módszerei közismerten kegyetlenek voltak.

### A középkori inkvizíció hatása

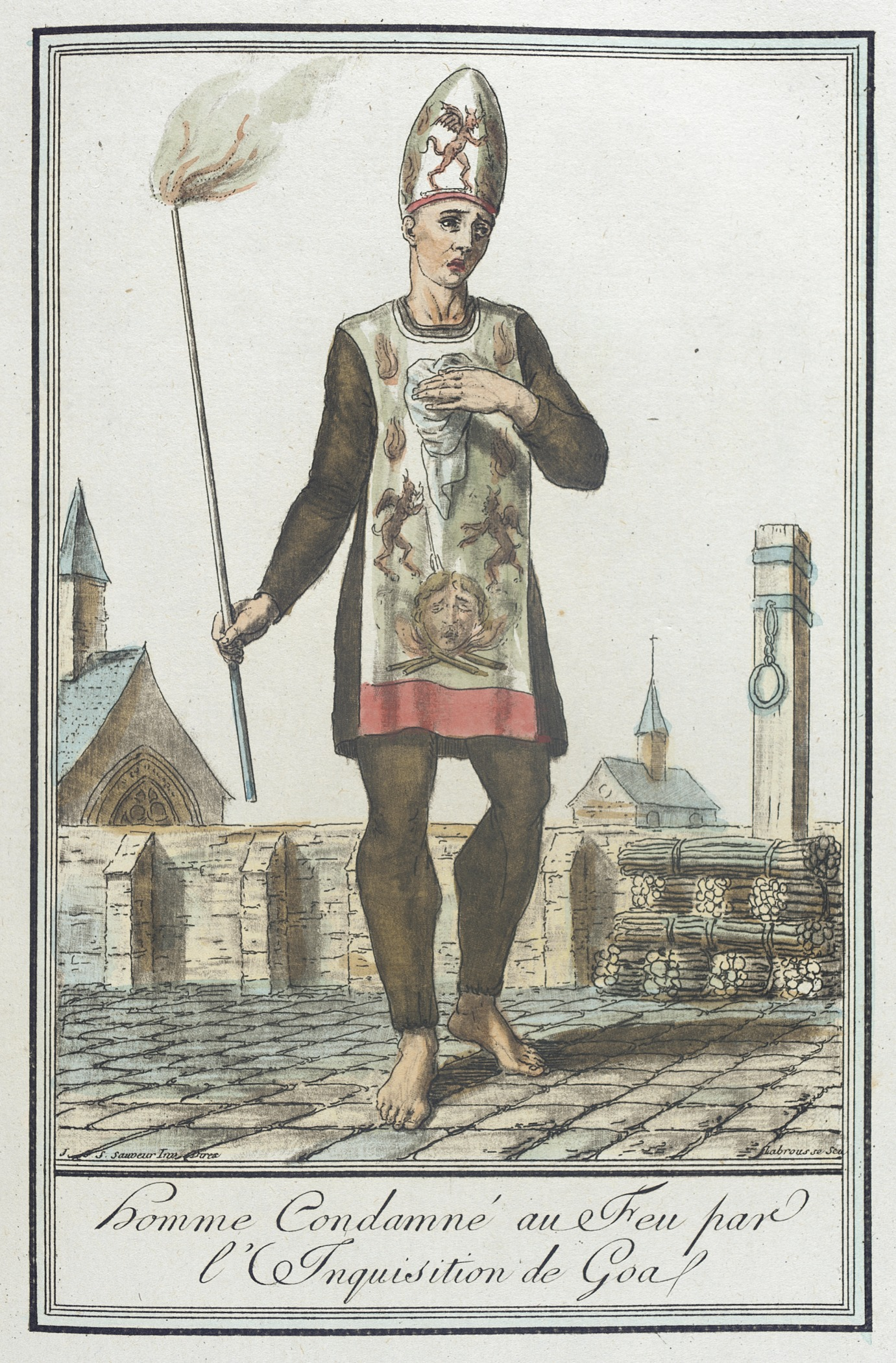
Az eretnek rákényszerített öltözete a bűnbánó köntös volt, a sanbenito, a zamarra avagy szégyenköntös, fején magas, hegyes kalap, a coroza; mindkettőn az ördögök ábrázolásával

Az inkvizíció felállítása már a legkorábbi időkben erős ellenállást és ellenérzést váltott ki, nemcsak a szektás eretnekek között, de a katolikus lakosságban is. Már 1234-ben majdnem agyonverték Arnold Catalan inkvizítort, mert nemcsak elítélt két eretneket, de ítélkezett elhaltak felett is, akiket bűnössé nyilvánításuk után kiástak sírjukból és nyilvánosan elégettek. E halottgyalázás miatt Albi városában a polgárok a Tarn folyó vizébe akarták hajítani. Toulouse-ban „… bántalmazták, megsebesítették és meggyilkolták azokat, akik őket üldözték…”
Az episzkopális inkvizíció utóhatásaként a hatáskörük egy darabjától megfosztott, sőt belső ügyeikben fenyegetett püspökök egy része nyíltan az inkvizícióval szemben álló egyfajta szövetséget alkotott. Egyes püspökök fenntartották maguknak a jogot, hogy az inkvizíció ítéleteit szentesítsék. Az inkvizíció szervezete még viszonylag hosszú ideig kiforratlan maradt, a hatáskörök elkülönítetlenek. Az inkvizíció papíron csak püspöki bíróságok kiegészítő részeként működött, de a viszonyok lassanként felcserélődtek. 1248-ban már a nyakaskodó püspököket fenyegették meg azzal, hogy kizárják őket saját templomaikból. A teljes önállósításra 1257-ben került sor, amikor IV. Sándor pápa megszüntette a püspökökkel való konzultáció kötelezettségét, végül 1273-ban X. Gergely pápa a püspököknek rendelte el, hogy kötelesek együttműködni a helyi inkvizícióval.
A 13. században inkvizíció működött Németországban és a skandináv államokban is. Észak-Európában azonban sokkal kisebb volt a jelentősége és nem gyakorolt jelentős hatást a történelemre. Angliában például sosem honosodott meg, de az Újvilágba Kolumbusz magával vitte.
Azonban az már csak évszázadokon át szőtt legenda, hogy az inkvizíció a föld minden sarkára elért. Valójában ahol tényleg működtek inkvizítorok ott is csak viszonylag kis számban és korlátozott hatáskörben, például a 13. századi Franciaországban nem működött közülük tíznél több. A kínzások esetében is meg kell említeni, hogy a középkort nehéz mai szemmel megítélni és a protestáns tanok terjedésével egy időben volt arra igény, hogy a valósnál sokkal rosszabb színben tüntessék fel az inkvizícó tetteit.

### Céljai
Az inkvizíció célja alapvetően a katolikus keresztény hit védelme, az "eretnekség" gyökeres kiirtása, az egyház dominanciájának és tekintélyének megőrzése volt, másrészt az inkvizícióért felelősek hitük szerint megmentették az emberek lelkét az örök kárhozattól, ha rávették őket „eretnek” nézeteik megtagadására, akár kínvallatással is. Az inkvizítorok ugyanis hittek abban, hogy cselekedetük végső soron jót tesz a vétkesnek is, hiszen megmentik őt Isten büntetésétől.
Az inkvizíció helyenként azon mozgalmak ellen lépett fel, melyek a középkori társadalom értékeit tagadták és létét vagy rendjét veszélyeztették. A más nézeteket vallók (mint például az albigensek vagy egyes bogumil csoportok) gyakorta önálló miniállamként működtek. Alapvető cél volt még az elrettentés, amit a prevenció eszközének gondoltak. A 15–16. század inkvizítorai már bevallottan nem csak az elítéltek lelki üdve kedvéért dolgoztak: „Emlékeznünk kell arra, a per és a kivégzés fő célja nem az, hogy megmentsük a vádlott lelkét, hanem hogy a közjó érdekében járjunk el, és hogy félelmet plántáljunk másokba.”

### Működése
Az egyház minden püspököt és érseket kötelezett az eretnekek elleni harcra, ha nem tették meg, kiközösítés (anathéma, excommunicatio) várt rájuk. A kiátkozás az egyik legsúlyosabb büntetés volt a középkorban, akit kiátkoztak, nem vehette magához a szentségeket, bárki büntetlenül megölhette, a kiátkozott gyakorlatilag kívül került a társadalmon. Aki gyanúba került, hogy eretnek, annak bizonyítania kellett ártatlanságát. Erre gyakran istenítélettel került sor, amelynek több formája volt, például a gyanúsítottat megkötözve vízbe vetették, és ha nem merült el, akkor bűnösnek tartották, mert nem fogadta be a víz. Aki elmerült a vízben, az ártatlannak minősült, de gyakran megfulladt, mire kihúzták. Az istenítélet egy másik formája volt, hogy tüzes vasat kellett a kezébe fognia az elítéltnek, utána bekötözték a sebét, és pár nap múlva megvizsgálták, ha elfertőződött, elítélték, ha gyógyulni kezdett, amire a korabeli higiéniai viszonyok miatt kisebb volt az esély, ártatlannak nyilvánították.
Az egyes eseteket kivizsgáló inkvizíciós bíróságnak mindig több tagja volt. Élén az inkvizítor állt, neki volt alárendelve a helyi püspök. Munkájukat segédek, tanúk és jogi végzettséggel rendelkezők (kvalifikátorok) segítették.

#### Eljárás indítása
Az inkvizíció legtöbbször úgy zajlott le, hogy előre bejelentették az inkvizítor érkezését, de sokszor minden előzetes bejelentés nélkül állított be egy településre, kíséretével együtt. A terület lakosságának össze kellett gyűlnie az adott napon; aki nem volt ott, azt rögtön eretnekgyanúsként kezelték. Az inkvizítor, miután megérkezett, beszédet tartott, majd felszólította az embereket, hogy tegyenek vallomást önmaguk ellen, ha eretnekek, valamint jelentsék fel a gyanús egyéneket. A környékbeli eretnekek 15–30 nap türelmi időt kaptak arra, hogy vallomást tegyenek saját maguk ellen. Az adott határidő alatt jelentkezők számára általában egyszerű vezeklést írtak elő azon felül, hogy minél több más eretneket kellett feladniuk.
Akik úgy gondolták, hogy gyanúsak az inkvizítor szemében, sokszor adták fel magukat, inkább vállalva a vezeklést, mint a kínpadot, ugyanakkor a vallomási kényszer miatt legtöbbször hosszú listát készítettek más eretnekekről vagy olyanokról, akiket eretneknek gondoltak, de sokszor csak a haragosaik kerültek a vádlottak padjára. Aki viszont már feljelentés alapján került az inkvizíció elé, az nem kerülhette el a kínpadot, ahol megint csak hosszú listák születtek a későbbi vádlottakról. Ez a rendszer volt az alapja az inkvizítor hatékony működésének és tömeges ítéleteinek. (A későbbi boszorkányüldözések alkalmával már nem adtak lehetőséget megbánásra és vezeklésre, legfeljebb enyhébb ítéletre számíthatott, aki töredelmesen és kellő részletességgel vallott.) Egy személy beidézéséhez elegendő volt két tanú.

#### Vallatás

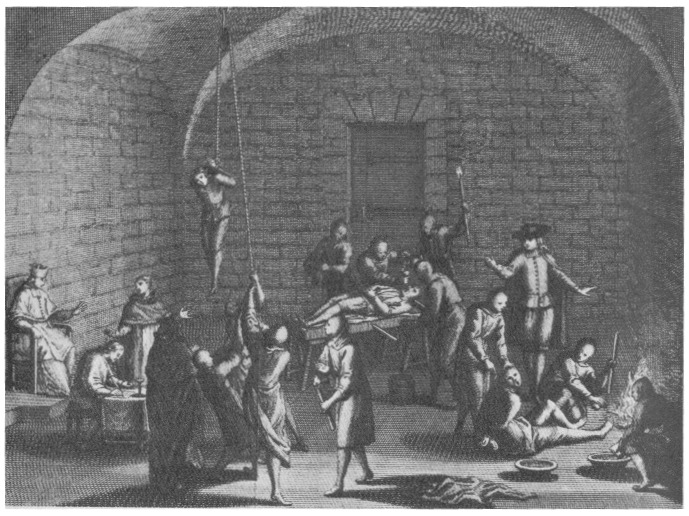
Az inkvizíció vallatópincéje. Látható a csigázás, a víztortúra és az égetés

Ezután információkat gyűjtöttek a gyanúsítottakról, amiket megvizsgáltak a kvalifikátorok, majd elkezdték beidézni a gyanúsítottakat. Az idézésre meg nem jelenőt kiközösítették, a megjelent gyanúsítottakat viszont vallatásnak vetették alá. A vallatás eszköze a kínzás (tortúra) volt. A kínvallatásnak külön szabályai voltak, de az inkvizítorok ügyesen ki tudták játszani ezeket.
1252-ig az inkvizítor csak megfigyelőként vehetett részt a vallatáson, IV. Ince pápa azonban bullában (Ad extirpanda...) engedélyezte számukra a tevőleges részvételt is: „„Anélkül, hogy megcsonkítanánk őket vagy veszélyeztetnénk életüket, az elfogott eretnekeket, mint a lelkek megrontóit és gyilkosait, mint a szentségek és a keresztény hit tolvajait erőszakkal kell kényszeríteni arra, hogy hibáikat a legvilágosabban beismerjék, és kiszolgáltassák az általuk ismert eretnekeket és védelmezőiket, ugyanúgy, amint a világi dolgok tolvajait és elrablóit arra kényszerítik, hogy felfedjék cinkosaikat, s beismerjék az általuk elkövetett bűncselekményeket.. Azzal a megkötéssel, hogy az efféle kényszerítés nem okozhat sérüléseket a lábakon, és nem sodorhatja halál közelébe a személyt.”
1260-ra nyilvánvaló lett, hogy ez a szabály nem betartható (illetve az inkvizítorok nem akarják betartani), ezért IV. Sándor pápa engedélyezte, hogy az inkvizítorok bármilyen, az eljárási cselekmények során bekövetkező rendellenesség esetén kölcsönösen feloldozzák egymást. Ez odáig fajult, hogy a vádlottal sokszor már a kínvallatás elrendelésének kihirdetésekor közölték: „a bizonyítékokból származó, ellene szóló gyanú miatt oly hosszú ideig tartó kínvallatásra ítélik, amilyet szükségesnek vélnek annak érdekében, hogy az illető elmondja az igazságot (…) ünnepélyesen kijelentették, hogy ha a kínzás során a személy elhalálozik, vére hullik, vagy teste valamely része csonkulást szenved, azért nem ők okolhatók, hanem a vádlott, mivelhogy nem mondta el az igazságot”.
Az 1311-es vienne-i zsinat megállapította, hogy kínvallatást csak a püspök hozzájárulásával lehet alkalmazni. De ez egyáltalán nem könnyített az inkvizíció áldozatainak sorsán. A szent törvényszéknek oly nagy volt a hatalma, hogy a püspökök alázatosan jóváhagyták az inkvizítorok minden cselekedetét.
Egyes határozatok arra intettek, hogy a kínvallatásnak „mérsékeltnek” kell lennie, s hogy ezt a vádlott ellen csak egy ízben kell alkalmazni. De az inkvizítorok, a teológusok segítségével és a Szentszék hallgatólagos egyetértésével az ilyen korlátozásokat minden nehézség nélkül kijátszották. Például, hogy a kínvallatáshoz ne kelljen kikérni a püspök engedélyét, kijelentették: az 1311. évi zsinat határozata a vádlottakra vonatkozik, de nem a tanúkra. Tetszésük szerint vallatták tehát a tanúkat, s kijelentették, hogy ugyanezt megtehetik a vádlottakkal is, akik a kihallgatásokon a saját ügyükben vagy mások ügyeiben tanúkká változnak át. Azt, hogy mit kel! érteni a „mérsékelt” kínvallatáson, maguk az inkvizítorok döntötték el. Úgy vélték, hogy a vádlottat jogos kínozni mindaddig, amíg nem kapják meg tőle a szükséges vallomást.
Igyekeztek megijeszteni a vádlottat: megismertették a kínvallatás szerszámaival, s mintegy pszichológiailag előkészítették a küszöbönálló megpróbáltatásokra. Az inkvizítorok, akik előtt a kihallgatások idején mindig ott feküdt a Biblia, anélkül fordultak a vádlotthoz, hogy felemelték volna hangjukat és hogy sértegették volna; a hóhérok megbánásra, engedelmességre, belátásra, az egyházzal való megbékélésre szólították fel áldozataikat, s ennek ellenében teljes megbocsátást és örök üdvösséget ígértek nekik.
Az első vallatást fél órán keresztül lehetett tartani. Ezt a szabályt minden alkalommal kijátszották két érvvel: vagy minden egyes vádpontot külön félórában kérdeztek, vagy egyszerűen az első tortúra folytatásaként jegyzőkönyvezték. A spanyol inkvizíció esetében kifejezetten csak egyetlen kínvallatás volt engedélyezett, ezért az inkvizítor minden vallatást csak felfüggesztett, majd az első folytatásaként jegyzőkönyvezte a következőket. Ezért az egyetlen alkalom akár számos részből is összeállhatott.
Az inkvizítorok nagy többsége teljesítményorientált volt, ezenkívül a csalhatatlanság látszatát igyekeztek kelteni, ezért a vallatást legtöbbször addig folytatták, amíg az eredményt nem hozott.
Hogy megmeneküljön, a vádlottnak előbb bűnösnek kellett elismernie magát az ellene emelt vádban, aztán ki kellett szolgáltatnia igazi vagy képzelt cinkostársait, s csak akkor engedték meg neki, hogy megtagadja az eretnekséget és megbékéljen az egyházzal. Ha mindezt buzgón tette, akkor viszonylag enyhe büntetéssel megúszhatta a dolgot; ha azonban az inkvizítoroknak csak hosszan tartó „megdolgozás” után sikerült őt megtörniük, akkor keményebb büntetés várt rá.

##### A kínvallatás fő fajtái
A vallatás során alkalmazott testi kényszer mindig három alapvető módon történt. Mindháromban az a közös, hogy legtöbbször nem okozott közvetlen életveszélyt, de a lehető legnagyobb fájdalommal járt:
- víztortúra (spanyol toca), aminek alkalmával nagy mennyiségű vizet öntöttek le a vádlott torkán;
- szorítás (spanyol potro), amikor a vádlottat feszíthető csomózású kötelekkel erősítették a kínpadhoz, és a kötelek meghúzásával okoztak fájdalmat;
- csigázás (spanyol garrucha, olasz strappado), amikor a hátrakötözött kezeket emelték csigával, a lábakra pedig súlyokat kötöztek.

A módszereket korlátlanul elegyíthették egymással. A csigázást például végezhették úgy is, hogy a felemelt embert leejtették a magasból, de még földet érés előtt megállították az esését. Ennek a módszernek a biztos vállficam az eredménye, de nem ritkán a vádlott egész további életére megnyomorodott. A szorításból fejlődött ki a jól ismert spanyolcsizma is. A spanyolcsizma oly mértékben összetörhette a lábcsontokat, hogy szintén maradandó sérülést, olykor végtagvesztést is okozott. Hatásosnak bizonyultak a körmök alá vert szögek, vagy a köröm letépése. Sokszor alkalmaztak égetést és egyik formában sem kímélték akár még a nemi szerveket sem.
A kínvallatás gyűjteményei voltak a kínpad, a deres, korbácsok, stb.

#### Ítélkezés
A vallatást követte maga a tárgyalás, majd az ítélet meghozatala. Védőügyvéd ritkán volt, ha igen, az inkvizíció nevezte ki. Az ítélet többnyire halál volt, amit az inkvizítorok maguk nem hajthattak végre, ezért szertartás keretében adták át az elítéltet a világi hatóságoknak. A későbbiekben már az ítéletet sem hozták meg, hanem világi bíróság ítélkezett az inkvizíció eljárása alapján. Az inkvizíció eljárását lezáró végzés jellegzetes záróformulája: „Elbocsátunk téged egyházi ítélőszékünk elől, és átadunk a világi fegyvereknek. De erősen könyörgünk a világi bírósághoz, olyan módon enyhítse az ítéletet, hogy elkerüljük a vérontást és a halálos veszélyt.” Nem egy olyan világi bíró került az inkvizíció elé, aki megpróbálta alkalmazni az itt előírt enyhítést, és nem ítélte halálra az inkvizíció által elébocsátott eretneket.
Az ítélet sok esetben máglyahalál volt, de azért arra is van példa, hogy csak pénzbírságot vagy a „szégyenköntös” viselését rótták ki. A tűzhalál bevezetését két történeti ok indokolta: egyfelől a római jog apagyilkosság, szentségtörés, gyújtogatás, boszorkányság és árulás esetére írta elő ezt a módot, másfelől az inkvizíció úgy adta át az elítéltet a világi bíróságnak, hogy a vérontást megtiltotta.
Az inkvizíció szinte modern adatbázis-rendszert állított össze eljárásai alapján, így a visszaesőket több évtizedre visszamenően lehetett felelősségre vonni.
Az ítéletnek elvileg öt fajtája volt:
- epitímia: egyházi büntetés, vagyis vezeklés: például ima, zarándoklat, ostorozás;
- börtönbüntetés;
- gályarabság;
- kiközösítés,
- halálbüntetés.[40]

### Büntetési tételek

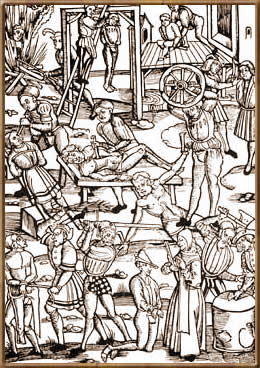
Büntetésvégrehajtás az inkvizíciónál (metszet 1508-ból)

#### Vezeklés
A vezeklés egyik bevett formája a zarándoklat, aminek során a kötelezett csak gyalog közlekedhetett. A franciaországi zarándoklatok 19 francia szentélyt érintettek szerte az országban, de még ezt is lehetett fokozni a compostelai, római, kölni vagy canterburyi úticéllal, sőt a Szentfölddel. Az, hogy a zarándok évekig tartó útja során a családja esetleg éhen halt, senkit sem érdekelt.

#### Börtönbüntetés
A börtönbüntetés valójában már az eljárási szakaszban megkezdődött, mert az inkvizíció nem ismerte a szabadlábon védekezés lehetőségét. Akit bevádoltak és önként jelentkezett, vagy akit elfogtak, azt rögtön börtönbe zárták, ahol senki sem látogathatta meg többé a szabadulásig vagy a halálig. A nagyszámú párhuzamos eljárás miatt az inkvizíció börtönei többnyire zsúfoltak voltak, rossz élelmezés (gyakori volt az éhhalál) és méltatlan higiénés körülmények mellett. Egyes vélemények szerint a világi hatóságok börtöneinél mégis jobbak lehettek, mivel ismertek olyan esetek, hogy köztörvényes bűnözők inkább eretneknek vallották magukat azért, hogy az inkvizíció börtönébe kerüljenek. Ugyanakkor a börtönök valódi körülményei nem lehettek ismertek a kortársak között, hiszen mindenkinek, aki valamilyen csoda folytán megszabadult az inkvizíció börtönéből, esküt kellett tennie arra, hogy a börtönbeli tapasztalatairól és fogvatartásának körülményeiről soha, senkinek sem beszél.
1561 előtt a spanyol bebörtönzöttek teljes vagyona az inkvizíció korlátlan felügyelete alá került, és még el sem ítélték a vádlottat, a vagyonát már el is kobozták azzal az indokkal, hogy a börtönélet finanszírozására kell a pénz. Az elítélt hozzátartozói sem élveztek semmiféle jogot, így a bebörtönzöttek családtagjai gyakran éhen haltak. 1561-ben annyit változtattak a törvényen, hogy a lefoglalt javakból részben támogatni lehessen a bebörtönzöttek rokonait.
A spanyol inkvizícióban mind a 21 tartományi törvényszéknek külön börtöne volt. E börtönök nagy részét a tartományi hivatalok saját palotáiban építették meg.

#### Kiközösítés
A kiközösítés (vagy excommunicatio) az inkvizíció eljárásaiban szinte kizárólag azoknak a büntetése lett, akik az idézésre nem jelentek meg az ítélőszék előtt, más esetben ugyanis nem nagyon lett volna értelme. A kiközösítettet a hívők közül vetették ki, és a továbbiakban nemcsak nem gyakorolhatta hitét semmilyen formában, hanem a világi és vallási törvények hatálya alól is kikerült. Következésképp bárki bármilyen bűntettet elkövethetett ellene, akár tulajdonával, akár fizikai létével kapcsolatban. A kiközösítés azokban az időkben felért egy olyan halálos ítélettel, amit nem az inkvizíció hajtott végre. Ez alól csak a főrangúak lehettek kivételek, akik megengedhették maguknak testőrség vagy saját hadsereg fenntartását, akik megvédelmezték a törvény szerint semmit sem érő életét. Az eljárásban ugyanakkor felbukkant egyfajta törekvés arra is, hogy a kiközösített bűnös ne csak a megtorlást érezze, hanem az a jobbítását is szolgálja. A kiközösített ugyanis kérhetett egy éven belül feloldozást, de ha ezt nem kapta meg akkor már végleg eretneknek számított.

#### Halálbüntetés
A halálbüntetés ítélet utáni kivégzésekre rendszerint ünnepnapokon került sor, hogy a kellő nézőszámot és a megfelelő elrettentő hatást produkálni lehessen. A jól-rosszul elégett holttestet a végén feldarabolták, csontjait porrá törték, hogy az eretnektársak számára ne maradhasson semmilyen relikvia, ereklye. A spanyol inkvizíciónál szokásos volt, hogy az eretneknek előtte meg kellett bánnia bűneit és hűséget kellett esküdnie az egyháznak, amennyiben ezt megtette, úgy a fájdalmas és lassú máglyahalál helyett a „kíméletesebb”, azonnali kivégzés jutott neki osztályrészül.

### Alkalmazott jogrend
Az inkvizíció első jogrendjét a 12. század folyamán újrafelfedezett, 4. századi római jog képezte. Hozzávetőleg hatvan szabály rögzítette, hogyan kell bánni az eretnekekkel. Az angol és skandináv inkvizíció jórészt azért nem tudott terjedni, mert e helyeken nem a római jog képezte a törvénykezés alapját. Angliában például az esküdtbíráskodás rendszere teljesen kizárta az inkvizíció módszereinek lehetőségét.
II. Frigyes német-római császár már 1224-ben törvénybe iktatta Lombardiában, hogy a visszaeső eretnekeket meg kell égetni. Szicíliában 1231-ben követték ezt, majd 1238–1239-ben három olyan jognyilatkozat született, amiknek értelmében a szicíliai törvényeket az egész Német-római Birodalomban alkalmazni lehetett. Magyarország az elsők között, még 1231-ben vette át Frigyes ítélkezési törvényét.

## Az inkvizíció által hivatkozott jogalapok és precedensek
Az inkvizíció lassú fejlődés végére érte el azt az állapotát, amikor már szervezetszerűen működött. A fejlődés a hitelvi viták teológiai rendezésében, a jogi megalapozottságban, a szervezeti felépítésben is jól látszik. A 13. századi inkvizíciónak már egy évezredes keresztény múlt állt a háta mögött ahhoz, hogy precedenseket keressen eljárásaihoz, és jogalapot teremtsen a hitbeli kérdések megítéléséhez.
Precedensek sora húzódik a 4. századtól kezdődően az erőszakos, akár halállal is végződő hitvitákra (Athanasius püspök, Arius püspök, Priscillianus püspök stb.). E korra már nem volt kérdéses, hogy az egyház erőszakkal is téríthet és térített is.
Az inkvizítorok alapvetően Hippói Ágoston, majd pedig Aquinói Tamás műveire támaszkodtak, de az Újszövetség több szöveghelye is alkalmas lehetett e célra, mindenekelőtt Szt. Pál levelei.

### Újszövetség
Az inkvizítorok ezeket a szövegeket használhatták fel eljárásaikban: „Ti és az én lelkem a mi Urunk Jézus Krisztusnak nevében egybegyűlvén, a mi Urunk Jézus Krisztus hatalmával átadjuk az ilyent a Sátánnak a testnek veszedelmére, hogy a lélek megtartassék az Úr Jézusnak ama napján” (1Kor 5,4-5) és „a hit dolgában hajótörést szenvedtek: kiket átadtam a Sátánnak, hogy megtanulják, hogy ne káromkodjanak.” (1Tim 1,20). Vagy pedig a galatabeliekhez írottak alapján: De ha szinte mi, avagy mennyből való angyal hirdetne is néktek valamit azon kívül, amit néktek hirdettünk, legyen átok. (Gal. 1,8)
Ahol látszólagos igazolást találtak, azt felhasználták az evangéliumokból is, mint „eredj el az utakra és a sövényekhez, és kényszeríts bejőni mindenkit, hogy megteljék az én házam.” (Lk 14,23). Ezek azonban inkább az erőszakos hittérítésre, a tévelygők kiközösítésére adnak felhatalmazást és precedenst, nem pedig elítélésükre, megbélyegzésükre és meggyilkolásukra.

### Szt. Ágoston
Az inkvizítorok főleg Szent Ágostonhoz nyúltak vissza, aki a 4. században terjedni kezdő, és az 5. századra megerősödő donatizmus híveivel szembeni szigort propagálta, amibe a világi hatalom beavatkozását is beleértetve a halálbüntetést is elképzelhetőnek tartotta. A halálbüntetést szükséges rosszként határozta meg: „Jobbítani, nem megölni akarjuk őket; az egyházi fegyelem győzelmét kívánjuk, nem a halált, amire rászolgáltak.”
Ágoston nézetei három stádiumon mentek keresztül. Kezdetben hogy a teológiai polémiával igyekezett meggyőzni a donatistákat és más hitehagyottakat. Aztán azt ajánlotta, hogy „korlátozott szigort” (temperata severitas) alkalmazzanak velük szemben, azaz mindenfajta megtorlást, kivéve a kínvallatást és a halálbüntetést. Végül odáig jutott, hogy minden eszközt be kell vetni az eretnekek ellen, ideértve a kínvallatást és a halálbüntetést is. Ezzel teljes mértékben kiérdemelte az inkvizíció első ideológusának kétes dicsőségét.

### Aquinói Tamás
Aquinói Tamás (1225-1275), az egyik legnevezetesebb hittudós, akit az egyház szintén szentté avatott, a „Summa de veritate fidei catholicae contra gentiles”, („A katolikus hit igazságáról a pogányok ellen”) című művében (1259-1265) nagy figyelmet szentelt a problémának. „Törvényes dolog az eretnekeket azoknak a kötelezettségeknek a teljesítésére kényszeríteni, amelyeket az egyházzal szemben azelőtt vállaltak, mielőtt kiléptek belőle.” Ha nem lehetséges megtéríteni őket, „a többi ember üdvének szem előtt tartásával” ki kell közösíteni és el kell pusztítani őket – írta az „angyali doktor”.
Az eretnekség bűn; akik elkövetik, nemcsak azt érdemlik meg, hogy kizárják őket az egyházból, hanem azt is, hogy a halál útján az életből is kizárják őket. Eltorzítani a vallást, amelytől az örök élet függ – tanította Tamás – sokkal súlyosabb bűncselekmény, mint a pénzhamisítás, mert a pénz az időleges földi élet szükségleteinek kielégítésére szolgál. Következésképpen, ha a pénzhamisítókat ugyanúgy, mint más gonosztevőket, a világi uralkodók igazságosan halállal büntetik, még igazságosabb kivégezni az eretnekeket, mihelyt rájuk bizonyítják az eretnekséget.
A Summa theologiae (A teológia foglalata) és Summa Contra Gentiles című fő műveiben a kiközösítést és a halálbüntetést helyeselte, és a kínzást sem ellenezte.
Az egyház, a keresztény könyörületességgel eltelve – írta Aquinói Tamás – előbb figyelmezteti az eretneket, hogy tanúsítson bűnbánatot. „Ha azonban az eretnek továbbra is megmakacsolja magát s nem remélhető a megtérése, az egyház, amelynek gondoskodnia kell mások megmentéséről, kiközösítés útján eltávolítja őt kebeléből, aztán pedig átadja a világi bíróságnak, hogy az a halál útján eltávolítsa őt a világból.” 
Aquinói Tamás egész elméletet dolgozott ki a jóról és a rosszról, hogy megmagyarázza, mi módon engedhette meg egyáltalán Isten az eretnekség megjelenését. Azt állította, hogy a rossz, mint az ember testén a seb, a tökéletesség kísérője. A rossz megléte lehetővé teszi a jó megkülönböztetését, a rossz kiirtása pedig megerősíti a jót.

## A spanyol inkvizíció

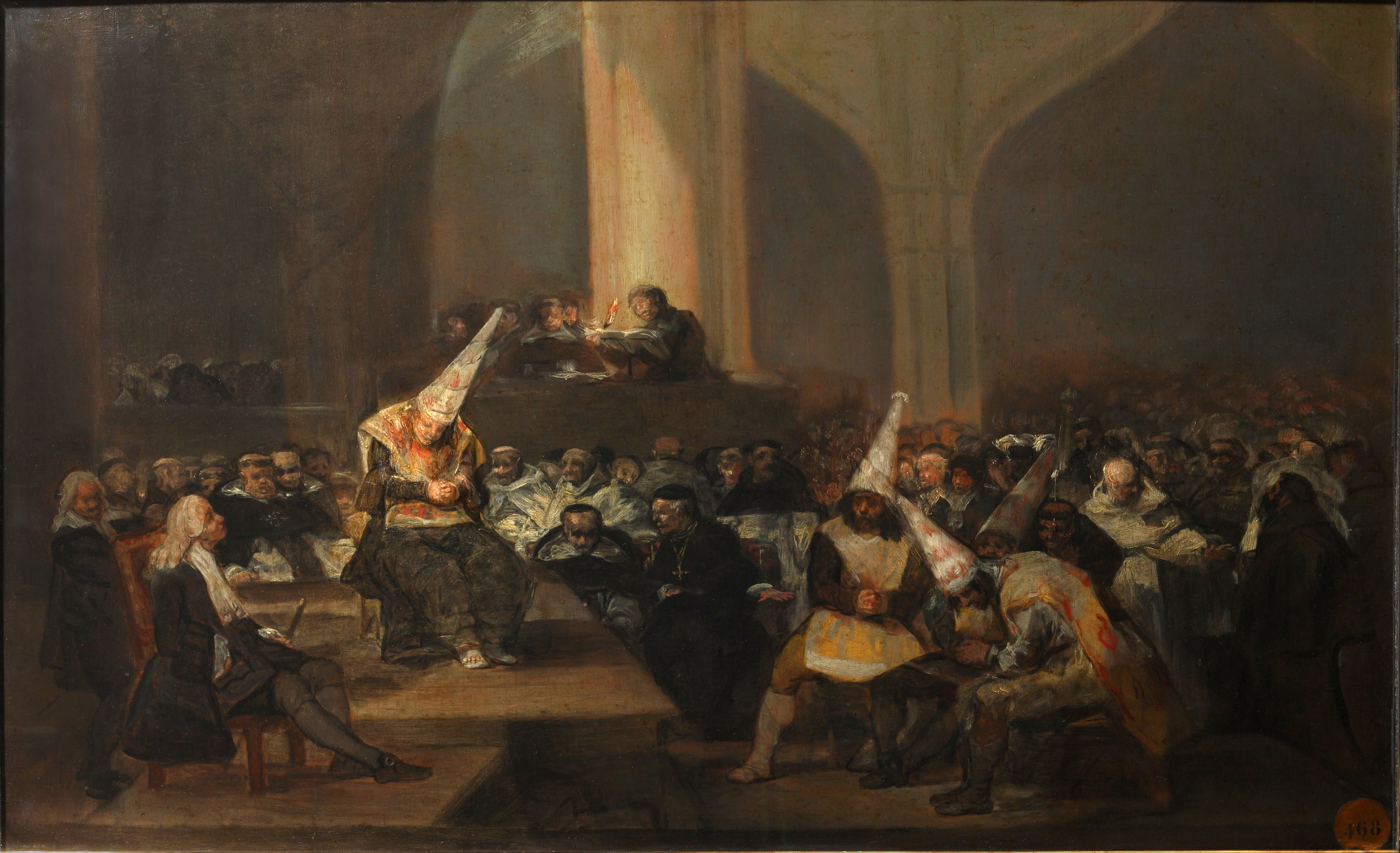
Francisco Goya: Az inkvizíció törvényszéke. Goyát 1814-ben perbe fogta az inkvizíció „A ruhátlan Maja” című festménye miatt, ami a spanyol festészetben mindaddig szokatlan női meztelenség ábrázolása miatt történt

### Létrejötte

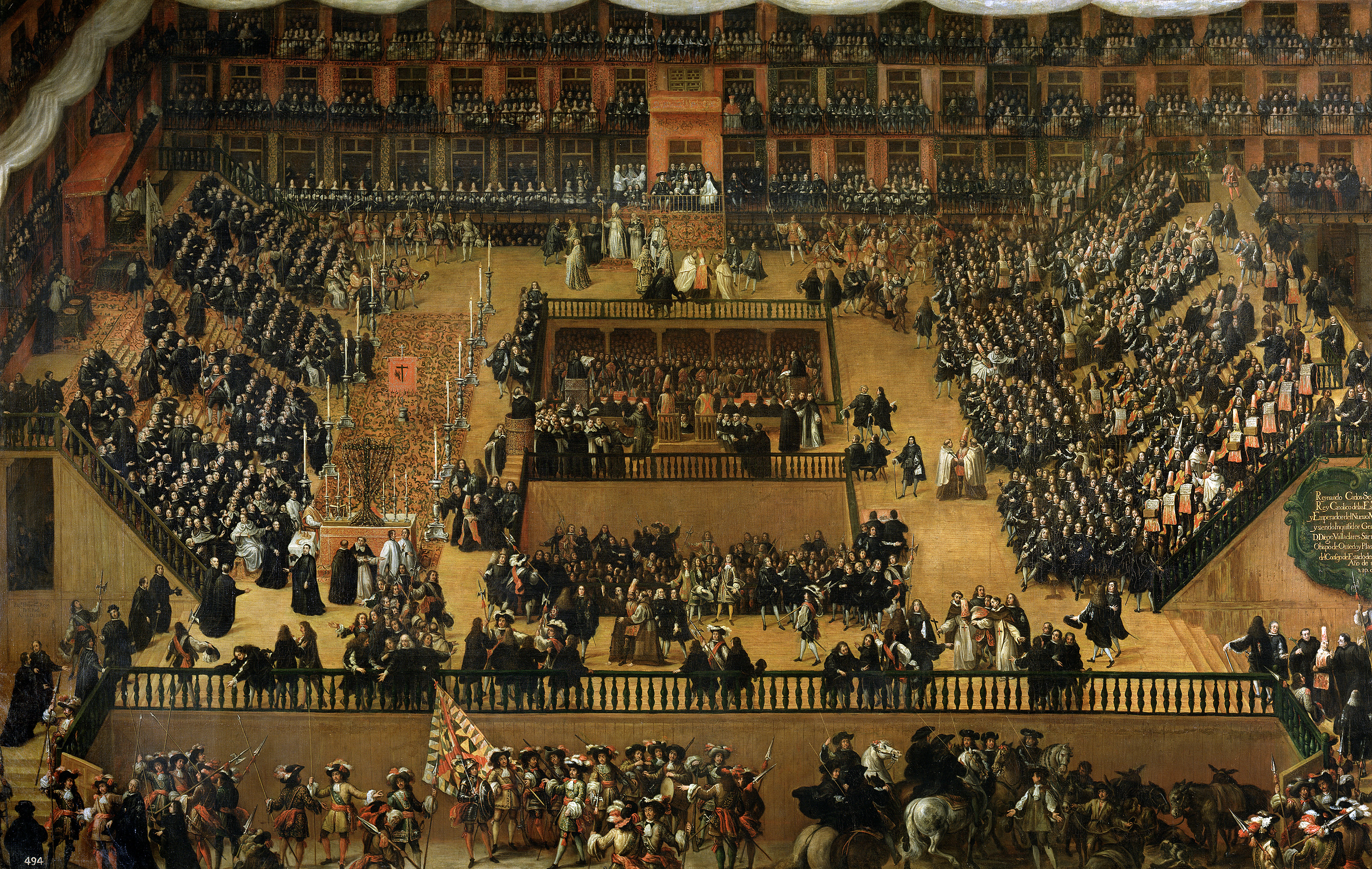
Francisco Ricci: Autodafé a madridi Plaza Mayorban 1680. június 30-án

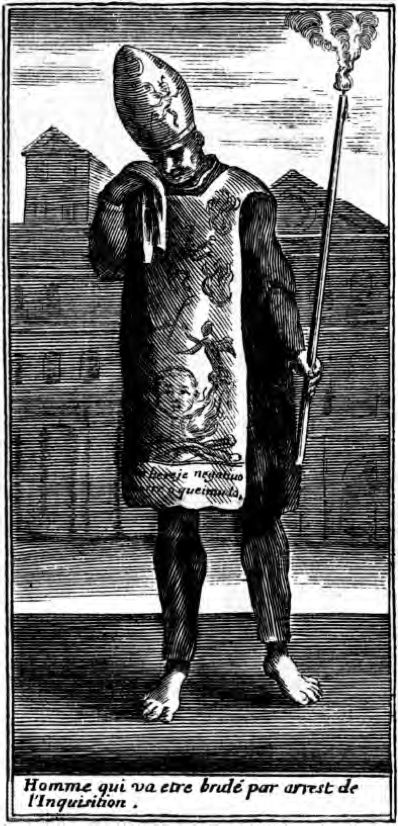
Illusztráció Voltaire Candide-jához: Auto da fé

A spanyol inkvizíció a Pireneusi-félszigeten elterülő államok inkvizíciós testületeinek összevonásával, a Spanyol Királyság létrejötte után alakult meg. Aragóniában már 1238-tól jelen volt a középkori inkvizíció, de a 15. század elejére elsorvadt. A többi királyságban (Kasztília, León) csak 1376-ban kezdett terjedni.
Az El Santo Oficio de la Santa Inquisición, röviden a a Szent Inkvizíció Szent Hivatala (ez a Szent Hivatal nem tévesztendő össze a római inkvizíció 1965-ig fennálló azonos nevű szervezetével, a Sant’Uffizióval), közismertebb nevén a spanyol inkvizíció 1479–1480-ban alakult, Aragóniai Ferdinánd és Kasztíliai Izabella uralkodása alatt, gyakorlatilag ennek létrehozása volt az egyik első közös ténykedésük. Létét IV. Szixtusz pápa 1478. november 1-jén kelt bullájával engedélyezte, és 1480. szeptember 27-én nevezték ki az első két főinkvizítort. 1481. február 6-án már megtartották az első autodafét hat áldozattal, novemberre 288 halálos ítéletet és 79 életfogytig tartó börtönbüntetést szabtak ki. A spanyol inkvizíció független volt a római egyháztól, így világi mozgalomnak tekintik általában. Ettől függetlenül közvetlen folytatása mind módszereiben, mind ideológiájában a középkori inkvizíciónak.
Nemcsak egyes keresztényeket üldöztek, hanem az áttért muzulmánokat és zsidókat is, ami a spanyol inkvizíció egyedi vonása. Látható azonban, hogy már a spanyol inkvizíció elődjeinek, az andalúziai, a kasztíliai és aragóniai inkvizíciónak elsődleges célpontjai voltak a zsidók, de még a kikeresztelkedett (konvertita) zsidók is. Az antiszemitizmus a 13. századi Kasztíliából eredt és a 14–15. század fordulóján érte el csúcspontját. A konvertita zsidók jelentős posztokat töltöttek be, többek közt Kasztíliában 1390-ben négy konvertita püspök volt, sőt Ávilai Szent Teréz nagyapja is az volt. A zsidók gazdagságáról, befolyásáról szóló híresztelések – amik a későbbiekben, a 20. században okoztak jelentős ideológiai zavarokat – ekkortól, a spanyol inkvizíció korából erednek, főképp Alonso de Espina tollából.
A hírhedt autodafé az inkvizíció egyik legsötétebb fejezetét jelképezi. Jean-Jacques Rousseau szerint „a fanatizmus nem valamely lelki eltévelyedés, hanem vak és ostoba dühöngés, melyet a józan ész képtelen megfékezni”. Voltaire erről csak annyit jegyez meg, hogy a fanatizmus „a vallás elfajzott gyermeke”, de az autodafékről szóló leírása elárulja, hogy voltaképp Rousseau-val ért egyet: „ha egy ázsiai ember véletlenül éppen valamely auto da fé napján érkeznék Madridba, nem értené, tulajdonképpen mi az, amit lát: népmulatság? egyházi ünnep? áldozati szertartás? vagy éppen vágóhíd? Hát mindez együttvéve!”
Egyes kortörténészek szerint a spanyol inkvizíciót Ferdinánd és Izabella azért is alapította, hogy megvédjék a megtérteket (conversos), az új keresztényeket, akik áldozatul estek a közméltatlankodásnak, előítéleteknek, félelmeknek és irigységnek. Az inkvizíciónak csak a megkereszteltek felett volt hatalma, a nem megkereszteltek – hacsak nem a természet törvényeit szegték meg – nem estek a fegyelmi intézkedések hatálya alá. Ezzel szemben figyelembe kell venni Ferdinánd belpolitikai indokait is, hiszen az irányítása alatt álló inkvizíció bármely politikai ellenfelét eltüntethette. Ugyancsak e nézetek ellen szól az a körülmény, hogy a zsidókkal szembeni 1391. évi és az inkvizíció megalapítása után egyre gyakoribbá váló támadások, amelyek következményeitől tartva számos zsidó a kikeresztelkedésben keresett menedéket, szintén nem erőltethetők a „védelem” kategóriájába. Az inkvizíció vezetője, Tomás de Torquemada fogalmazta meg azt az ediktumot, amellyel Ferdinánd és Izabella a spanyolországi zsidókat 1492-ben kiűzte az országból. Az inkvizíció elsődleges célpontjai továbbra is a zsidók voltak, 1484 és 1505 között áldozatainak 99,3%-a volt zsidó vagy konvertita (akikre ráfogták, hogy marannus, azaz csak a látszat kedvéért keresztelkedett meg, de valójában régi vallásához hű). Valenciában 1484 és 1530 között az összes tárgyalt per 91,6%-ában volt zsidó vagy konvertita a vádlott.
II. Fülöp, Spanyolország királya, 1565-ben ezt írta: „Inkább haljak meg ezerszer, semmint vallás dolgában a legkisebb változást engedélyezzem. Mint igaz katolikus király, aki Isten kezétől kapta a hatalmat, minden erőmmel azon leszek, hogy megvédjem a katolikus hitet, amelyet a római apostoli anyaszentegyház vall, letiporjam a szakadárokat, az egyház ellenfeleit és megadjam az inkvizíció Szent Hivatalának mindazt a segítséget, amely az eretnekek megfékezéséhez, megbüntetéséhez szükséges, bárminemű kedvezés, vagy kivételezés nélkül.” Így aztán nem csodálható, hogy valamennyi közül a spanyol inkvizíció ért véget utolsóként, hivatalosan 1834. július 15-én. Akkor is csak azért, mert Napóleon 1808. december 4-én betiltotta a működését, és bár VII. Ferdinánd király 1814-ben visszaállította, ennek a helyreállított intézménynek korántsem volt akkora tekintélye. 1818-ban ítélték el az utolsó zsidót, 1820-ban több városban kifosztották és megsemmisítették az inkvizíció irattárait.
A 16. században a Domonkos-rendiek visszaszorultak az ellenreformáció égisze alatt létrejött új rend, a jezsuiták tevékenysége mellett. A rendet Iñigo Lopez de Loyola, közismertebb nevén Loyolai Ignác alapította, akit később szentté avattak. A rend szerveződése 1528-ban kezdődött, amikor Ignác Párizsba költözött. 1534-ben egy montmartre-i templomban a rend alapítói egyszerre tettek esküt, majd 1540. szeptember 27-től pápai felhatalmazással működtek új szerzetesrendként. A jezsuita rend tevékenysége egész Európára kiterjedt, sőt hamarosan Európán kívüli területeken is megvetették a lábukat.

### Módszerei

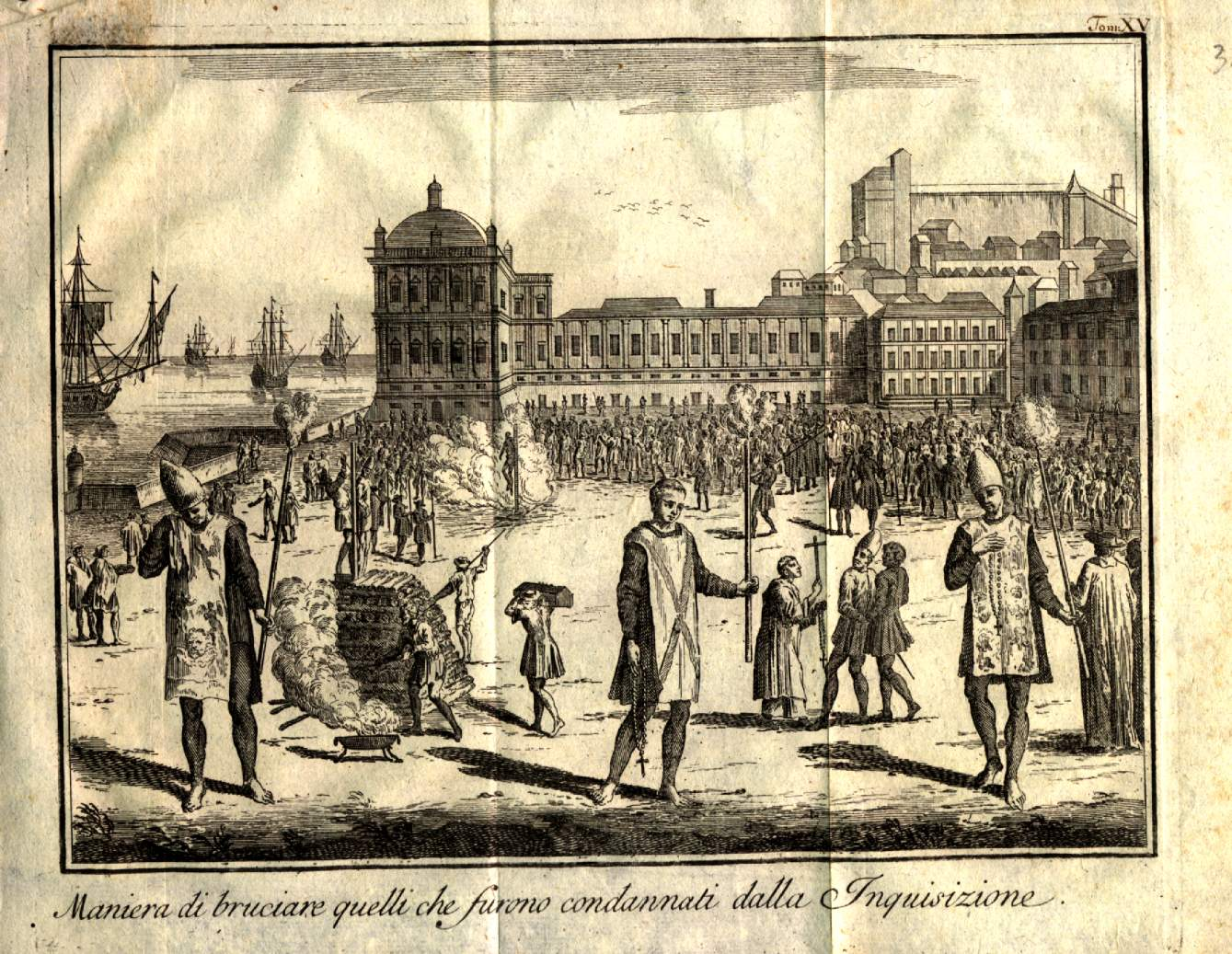
A portugál inkvizíció autodaféja a 17. században

A középkori inkvizíció módszereiből sok megmaradt a spanyolban is, majd fokozatosan átalakult. Az inkvizítor járta az országot, sok esetben rendszeres időközökben jelent meg egy-egy településen. Az inkvizítor által tartott istentiszteleten mindenki köteles volt részt venni. Az eretnekségek és eltévelyedések ismertetése után következett az önkéntes jelentkezés aktusa. A magukat feladó eretnekek penitenciákkal úszták meg a dolgot, ami annál enyhébb volt, minél több olyan személyt jelentettek fel, akik nem adták fel magukat. E kitétel olykor tömeges vallomástételhez vezetett, mivel mindenki attól tartott, hogy valaki majd feljelenti. A Toledo városában 1486-ban tartott inkvizítori látogatás alkalmával 2400-an adták fel magukat.
A „gördülékenyebb” ügymenet érdekében a feljelentett személyeket már azelőtt letartóztatták, hogy a vádiratot megfogalmazták volna, holott a szabályzat szerint a feljelentést először egy teológusokból álló testületnek kellett volna megvizsgálni, majd a vád megalapozottságának megállapítása után kész vádirattal lehetett volna letartóztatni a vádlottat. A spanyol inkvizíció börtönei gyakorlatilag mindig teli voltak.
A kínvallatás és részletei nem változtak, kötelezően előírt résztvevők és tanúk jelenlétében folyt, és az ennek során született beismerést egy nappal később meg kellett erősíteni, mert így ráfoghatták a vallomásra, hogy szabad akaratból, önként és erőszak nélkül történt. A vádlottak kínvallatása hivatalosan csak egyszer volt engedélyezett.

## Újvilági inkvizíció
A spanyol inkvizícióból fejlődött ki a mexikói inkvizíció, ami egészen a terület függetlenségének kivívásáig működött.
A katolikus egyház képviselői siettek ugyanazokat az eszközöket felhasználni a vörös bőrű „hitehagyottak” ellen, amelyeket Spanyolországban Torquemada az eretnekek ellen alkalmazott.
Zumárraga püspök utasítására a mexikói alkirály, Antonio de Mendoza, rendeletet tett közzé a spanyol király nevében, amely megtorlással fenyegette a katolikus hit elhagyásában bűnös indiánokat. Az Új-Spanyolország területén élő indiánok kötelesek „csak az egyetlen igaz Istent tisztelni, s el kell felejteniük és el kell dobniuk bálványaikat, amelyeket ezelőtt isteneknek tartottak – nyilvánította ki Mendoza. „Szűnjenek meg köveket, a napot, a holdat és bármiféle más lényt imádni. Ha valaki, ezen rendelet ellenére, mint keresztény ilyesmit cselekszik, arra az első alkalommal száz korbácsütést mérnek és kopaszra nyírják, másodszorra pedig a bíróságnak adják át”, ami a valóságban a halált jelentette.
Hasonló megtorlást alkalmaztak az engedetlen indiánok ellen más olyan egyházi személyek is, akiket
inkvizítori felhatalmazással láttak el. Különösen kitűnt kegyetlenségével Yucatánban és Guatemalában Diego de Landa , a ferencesek rendjének provinciálisa, aki az 1560-as években az eretnekség vádjának ürügyén e területek bennszülötteinek ezreit kínozta meg.
Parancsára a hitehagyással vádolt indiánokat
a szerzetesek rafinált kínzásoknak vetették alá. Hogy beismerő vallomást csikarjanak ki áldozataiktól, az intézkedők megkorbácsolták, hátracsavart kezüknél fogva felakasztották őket, hátukat forró viasszal öntötték le, sarkukat izzó vassal égették. Amikor ez sem „használt”, vízzel kezdték kínozni őket: az
áldozat torkába helyezett csőbe forró vizet öntöttek, aztán az egyik hóhér mindaddig ütötte a
szerencsétlen ember hasát, míg a vérrel összekeveredett a víz a száján, orrán és fülén jött ki.
Nem egészen tíz hónap alatt, a kortársak tanúsága szerint, Landa parancsára 6330 indiánt kínoztak meg, férfiakat és
nőket vegyesen. Közülük 156-an a kínzások következtében meghaltak, a többiek zömükben egész életükre megnyomorodtak.
Európában is tudomást szereztek az Újvilágban véghez vitt vadállati megtorlásokról, elsősorban
Bartolomé de Las Casas „Legrövidebb jelentés az Indiák szétzúzásáról” című leleplező pamfletje révén.
E mű olvasását és terjesztését a spanyol inkvizíció betiltotta. Az inkvizíciós törvényszék idevonatkozó
1660-i határozata azt mondja, hogy Las Casas híres könyve „olyan szörnyű és vadállati bűncselekmények leírását tartalmazza, amilyeneket nem lehet megtalálni más népek történetében, s amelyeket a szerző szavai szerint spanyol katonák, telepesek és a katolikus király papjai követtek el az Indiákon. Tanácsoljuk: tiltsák be a közleményt, mint sértőt a spanyol népre, mert még ha megfelelne is a valóságnak, akkor is elegendő lenne erről jelentést tenni ő katolikus felségének, nem pedig az eretnekeknek és Spanyolország ellenségeinek megelégedésére az egész világ előtt közzétenni.” 
Az engedetlen és megbízhatatlan indiánok ellen alkalmazott megtorlások
rádöbbentették a spanyol hatóságokat arra, hogy az ilyen erős „orvosság” a király új alattvalóinak teljes kiirtására vezethet. (Ez meg is történt az Antillákon, ahol a 16. század közepére csak néhány tucatnyi bennszülött maradt meg. Napjainkban a lakosság zömét a behurcolt afrikai rabszolgák leszármazottjai adják.)
Ilyen megfontolásokból kiindulva II. Fülöp, 1575. február 23-ai rendeletével megfosztotta Új-Spanyolországot attól a jogától, hogy indiánokat a hit elleni bűncselekményekért bíróság elé állítson és felelősségre vonjon. II. Fülöp e rendeletét az egyházi hierarchia nem ellenezte különösebben. Ebben
az időpontban az indiánok ellenállása már meg volt törve, a gyarmatosítók hatalma mindenütt
megszilárdult. A misszionáriusok pedig, meggyőződve arról, hogy terrorral nem tudják eltéríteni régi hitüktől az indiánokat, kezdtek megelégedni azzal, hogy a helyi lakosság csak formálisan, pusztán külsőleg, látszatra teljesítse a fontosabb katolikus hitaktusokat, s valójában továbbra is a saját isteneit imádja.
Az Újvilágban az inkvizíció 1570-ig szervezetszerűen nem működött, így csak inkvizíció-szerű intézkedésekről beszélhetünk. Az Újvilágban a zsidók, a muzulmánok és az igazolhatóan eretnekek meglehetősen kis számban voltak, így az újvilági inkvizítorok elsődleges feladata a megfigyelés lett. Viszonylag kevés per zajlott le, ezeknek is a nagyobb része kisebb kihágás miatt. Az inkvizíció halálos áldozatainak számát 50 főre becsülik egyes történészek.
Az első mexikói autodafét 1574. február 28-án tartották négy protestáns kivégzésével. A független Mexikóban már nem működött az inkvizíció, mivel 1820-ban beszüntette tevékenységét. Emellett az amerikai kontinensen még a perui inkvizíció játszott jelentősebb szerepet, amit 1570-ben alapítottak és 1820-tól már ott se működött.

## Indiában
Az indiai portugál gyarmaton, Goán 1560-ban állították fel az inkvizíciós "szent" törvényszéket. Vészinkvizítor a helyi püspök lett,
helyettese pedig a Domonkos-rend képviselője.
III. János portugál király mielőtt 1560-ban engedélyezte volna a goai inkvizíciós hivatal működését, 1546 tavaszán kiadta a parancsot, hogy a portugál területen tiltsák meg a hinduizmust, rombolják le a hindu templomokat, tiltsák meg a hindu ünnepek nyilvános ünneplését. A hindu papoknak megtiltották, hogy belépjenek a portugál Goába, hogy hindu esküvőket rendezzenek. 1550 előtt külön vallási adót vetettek ki a portugál határon belüli muszlim mecsetekre. A goai inkvizíció felállítását Xavéri "Szent" Ferenc a későbbi melakkai székhelyéről III. János királynak írt 1546-os levelében is kérte.
A goai autodafék híresek voltak „pompájukról”. 1560 és 1774 között az itteni inkvizíció törvényszékei összesen 16 ezer személyt állítottak elő. Csak az első néhány évben több mint 4000 embert tartóztattak le. A letartóztatások önkényesek voltak, a vádlott vagyonát azonnal elkobozták, a vallomások kinyerése érdekében kínzást alkalmaztak. A francia történész, Lavalle alapján, a goai inkvizíció kegyetlenségével még a spanyol és a portugál társát is felülmúlta. 
A börtönökben a „szent atyák” időnként erőszakot követtek el a nőkön.
A goai inkvizíció 1812-ig működött.

## Római inkvizíció

#### Pogányság és antikvitás
A római inkvizíció a középkori egyenes folytatása, és csak azért nevezik külön néven, hogy a spanyoltól el lehessen különíteni. A római inkvizíció egészen más utakat járt, mint a spanyol abban a tekintetben, hogy kiket tekintett ellenségnek. Háttérbe szorult az eretneküldözés és a máshitűek zaklatása is, ehelyett a boszorkányüldözés vette kezdetét. A porosz és a balti partvidék elleni kereszteshadjáratok a 12. században közel sem jártak olyan hittérítői készenléttel, mint a katharok elleni. Nyugat-, Észak- és Közép-Európában a vallásgyakorlat római és pogány elemekkel bővült, az átmenet folytonos volt a pogányság és a kereszténység között, egy időben létezett mindkét oldal és azok keveréke. Ennek egyik fontos bizonyítéka I. Gergely pápa 601-ben kelt, egy apátnak címzett levele, amiben a nemkeresztény templomok, áldozóhelyek fenntartását javasolta, hogy azok átalakítása révén megnyerjék maguknak a szent helyek korábbi híveit. A keverékből azonban kialakultak azok a mágikus-misztikus elképzelések is, amelyek a boszorkányvádak alapját képezték később: manók, démonok, gnómok, trollok, tündérek és egyéb mágikus alakok hemzsegtek a korabeli emberek képzeletében. A legtöbb esetben nehéz volt határvonalat vonni a helyes keresztény vallásgyakorlat és az üldözendő pogányság közé, amit bizonyít az a sok ismert útmutató, amit az inkvizítorok számára írtak elméleti „szakemberek”, volt inkvizítorok, vagy világi bírók (lásd alább).

#### Boszorkányság
A természeti erők befolyásolásának képessége, a gyógyítás és megannyi más cselekmény vált boszorkánysággá, mivel kapcsolatban voltak a korábbi vallások elemeivel. Az inkvizíció első fellépései a pogányság rítusai ellen történtek, és a későbbiekben ezek váltak a boszorkányüldözés fő elemeivé is. Ennek tömör megfogalmazása: „A boszorkányság keresztény eretnekséggé vált, mind közül a leghatalmasabb bűnné, mivel ez magában foglalta Isten megtagadását és a legnagyobb ellenséghez való önkéntes csatlakozást”. Hugh Trevor-Roper ugyanezt az „eretnekség kiterjesztett értelmezésének eszköze” címkével látta el.
Az elterjedt tévhitekkel szemben maga az Egyház tagadta a boszorkányság létét, mivel a Szentszék álláspontja már a 9. század óta és egészen a 15. századig az volt, hogy a boszorkányság az ördög által generált téveszme, ami azt a célt szolgálja, hogy megzavarja a hívőket, és elterelje a figyelmet a Sátán működéséről. Ekkor tehát nem a boszorkányság, hanem a boszorkányságban való hit számított üldözendő nézetnek.

#### Boszorkányság és inkvizíció
1458-ban Nicholas Jacquerinus inkvizítor már a létező boszorkányság és az eretnekség közti különbséget boncolgatta. 1484. december 5-én a frissen trónra került VIII. Ince pápa kiadta a Summis desiderantes kezdetű bulláját, amiben elismert módon szóbeszédre alapozva teljes természetességgel és tényképpen beszél a boszorkányok kártevéséről. Ince teljes pontifikátusa alatt az inkvizíció lelkes támogatója maradt, és nézeteivel meghatározta az inkvizíció teljes további működésének irányvonalát.
1491-ben már a Kölni Egyetem teológiai fakultása figyelmeztette a hívők társadalmát, hogy bárki, aki kétségbe meri vonni a boszorkányok létezését, az inkvizíció fenyegetését vonja magára. A szombat esti boszorkánygyűlések résztvevőinek felkutatása bevonult az inkvizíció feladatkörébe. Ilyen módon míg 1458 előtt eretnekségnek számított a boszorkányságban való hit, 1491-re már az számított eretneknek, aki nem hitt a boszorkányok létezésében, mint azt a Boszorkánypöröly már a bevezetőjében kereken kijelenti. A 16. század előtt maga a Boszorkánypöröly lett volna eretnekség, a 16. század kezdetétől viszont ez határozta meg az eretnekség fogalmát.

#### Boszorkánypöröly

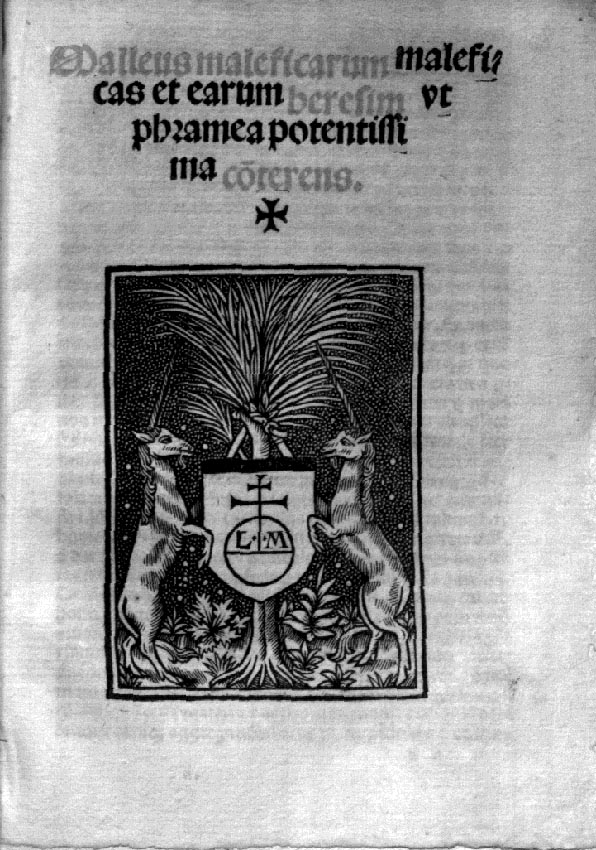
A Malleus maleficarum lyoni kiadása

A boszorkányüldözés egyik legjelentősebb mérföldköve és történeti forrása a Heinrich Kramer és Johann Sprenger által írt Malleus maleficarum című munka (1487), közismert nevén a Boszorkánypöröly, amit egyesek a világtörténelem legerkölcstelenebb művének neveznek, és ami 1520-ra már 13 kiadást ért meg. A Boszorkánypöröly mindkét szerzője Domonkos-rendi szerzetes volt eredetileg. Kramer 1474-től Salzburg és Tirol érseke. 1500-tól pápai nuncius és a Cseh Királyság főinkvizítora. Sprenger a kölni kolostor priorja, 1480-tól a Kölni Egyetem teológiai fakultásának dékánja – azé az egyetemé, amelyik első ízben lépett fel a boszorkányság létezése és annak elítélése mellett. Kramer és Sprenger inkvizítorok már az 1484-es bullában is együtt szerepeltek, mint akik felhatalmazást kapnak a boszorkányság üldözésére és kiirtására.
A Boszorkánypörölyt egyfajta kézikönyvnek szánták kezdő és gyakorló inkvizítorok számára, de a valóságban leginkább pornográf részletekben tobzódik. Vélhetően ez volt nagy sikerének titka is, hiszen abban a korban nem akadt más nyíltan terjeszthető pornográf jellegű olvasnivaló. Ugyanakkor szélsőségesen nőgyűlölő. Néhány példa a könyvből: Kicsiny minden gonoszság az asszonyokéhoz képest, a nők könnyű elméjűek, hangjuk hazug stb.

#### Boszorkányperek
A Malleus maleficarum megteremtette a boszorkányperek alapját, a tényállás rögzítéséhez és az eljárás lefolytatásához szükséges információk bőséges tárházával. A boszorkányperek kezdeti szakaszában még jellemző volt, hogy maguk az inkvizítorok sem tudták igazán, mit büntessenek. Gyakorta megtévesztő kérdéseket tettek fel mind a tanúknak, mind a vádlottnak. Bevett szokás volt megkérdezni: „hisz-e abban, hogy léteznek olyan dolgok, mint a boszorkányok?”. A válasz bármi lehetett, a bűnösséget bizonyította. Aki nem hitt a boszorkányságban, azt azért vallatták tovább, mert a boszorkányok eleinte mindig tagadnak, ráadásul a Malleus maleficarum szerint a boszorkányság tagadása önmagában is eretnekség. Aki pedig hitt benne, az ezzel az inkvizítorok szerint elismerte, hogy kapcsolatban van boszorkányokkal.
Az eljárás során mind az inkvizítorok, mind bármelyik másik résztvevő a kor összes babonaságát bevetette annak megelőzése érdekében, hogy a boszorkány bűverejének ellenállhassanak. A vallatás a korábbi inkvizíciós módszerekhez hasonló, kiegészülve a Boszorkánypörölyben megfogalmazott, pszichológiai elemekkel és ott ismertetett további kínzásformákkal. A pszichológiai hadviselés részét képezte a tudatosan alkalmazott képmutatás: az inkvizítornak tanácsolták, hogy mutasson együttérzést áldozatával szemben, hangsúlyozza azt a körülményt, miszerint ő csak a munkáját végzi, de nem szívesen és öröm nélkül alkalmazza a kínzást. Ezenkívül sokszor ígéretet tettek arra, hogy vallomás esetén nem börtön-, vagy halálbüntetés lesz az ítélet, hanem száműzetés vagy penitencia. Természetesen minden beismerő vallomás egyenértékű volt a boszorkányság gyakorlásának bizonyításával, amit csak és kizárólag börtönnel, vagy halállal büntethettek. A Boszorkánypöröly kifejezetten az ígéret megszegésére szólítja fel az inkvizítort: „… miután a boszorkány ily módon börtönre ítéltetett, az élete megkímélésére vonatkozó ígéretet meg lehet tartani egy ideig, de egy bizonyos idő után meg kell égetni”! Ugyanez más módon: „… a bíró megígéri a vádlottnak, hogy meghagyják életét, de ő később lemond az ítélet meghozataláról, és egy másik bírát neveznek ki a helyére.”. Ha a vádlott öngyilkosságot kísérelt meg, azt szintén bűnössége bizonyítékaként kezelték.
Az 1520-as évektől kezdve már valóságos boszorkányhisztéria dúlt Európában, a század közepére a katolikusok és protestánsok vállvetve százasával égették meg a boszorkányokat. A trieri érsek például 1587 és 1593 között egymagában 368 boszorkányt égettetett meg (köztük Dietrich Flade hercegi tanácsost, a helyi egyetem rektorát), a genovai püspök 1585-ben három hónap alatt 500 ítéletet szabott ki, a bambergi hercegérsek 1623 és 1633 között 600 égetést rendelt el. Mindegyiküket megelőzte azonban a würzburgi hercegérsek, Fülöp Adolf a 17. század legelején, majdnem 1000 ítélettel, amiben 19 pap, számos gyermek, sőt unokaöccseinek egyike is benne foglaltatik, emellett egy jogtanácsos, egy városi gondnok, egy polgármesterné, egy hivatalfőnök neje, két nemes apród, egy diák, három kanonok és tizennégy káplán. A lipcsei egyetem büntetőjogi tanára, aki mértéktelenül büszke volt arra, hogy a Bibliát 53-szor olvasta el, körülbelül húszezer halálos ítéletet írt alá. Az őrület jeleként állatpereket is lefolytattak, ahol démontól megszállt állatokat ítéltek el és végeztek ki teljes komolysággal.
A boszorkányüldözés még a Brit-szigetekre is átterjedt, ahol az inkvizíció önmagában nem tudta megvetni a lábát. Oliver Cromwell idejében Matthew Hopkins volt a leghírhedtebb boszorkányvadász.

#### Az inkvizíció átszervezése

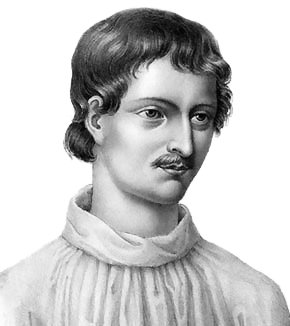
Az inkvizíció egyik leghíresebb áldozata, Giordano Bruno

Az inkvizíció átszervezése kapcsolatban áll az ellenreformációval, kissé megelőzve a tridenti zsinatot, amely az ellenreformáció ideológiáját megteremtette. III. Pál pápa a licet ab initio kezdetű bullájával 1542-ben felállított egy bíborosokból és más egyházi tisztviselőkből álló testületet, amelynek feladata a hit megőrzése és a hibák és téveszmék felkutatása volt. Ez a pápai vagy római inkvizíció. Fő testülete a Szent Római Kongregáció (röviden általános Inkvizíció, vagy Szent Hivatal) lett a római inkvizíció felügyelő testülete, és a későbbiekben maga vált az inkvizícióvá. Hat főinkvizítor és ezek elöljárója, a bíboros-főinkvizítor alkotta a vezetőséget.
A pápa kinevezésére az egyik bíboros volt a gyűlések elnöke. A kongregációban rendszerint tíz másik bíboros volt, egy prelátus és két segédje, akiket a dominikánus rendből választottak. A Szent Hivatalnak volt egy nemzetközi tanácsadó testülete is, amely a teológia és a kánonjog tudósaiból állt. 1616-ban ezek a tanácsadók ítélték eretnekségnek azt a nézetet, hogy a Föld forog a Nap körül. Emiatt a döntés miatt került a tiltott könyvek listájára Kopernikusz De Revolutionibus Orbium Coelestium című műve. Ugyanez a testület ítélte el Galileo Galileit is.
A 16. században újjáalapított inkvizíció szervezésében egy domonkos szerzetes, (Carafa) játszott nagy szerepet. Carafa építette ki az inkvizíciónak azt a rémuralmi rendszerét, ami ma is közismert, gyakorlatilag egyesítette a középkori (dominikánus) inkvizíció és a spanyol inkvizíció tapasztalatait. Ugyancsak Carafa rendelte el 1543-ban, hogy semmilyen könyvet nem lehet kinyomtatni addig, amíg nem rendelkezik az inkvizíció engedélyével, ezzel megteremtve az Index létrehozásának alapját. Pápai kinevezése után főinkvizítori székét Antonio Michele Ghisleri bíborosnak adta át. 1559-re a rendszert Róma népe már annyira gyűlölte, hogy Carafa halála után megtámadták, kifosztották, felgyújtották a Szent Hivatal épületeit.
Az úgynevezett eretnekek közül nem mindegyiket az inkvizíció ítélte el. A forradalom előtti Franciaországban az ateistákat és szentségtörőket világi bíróságok is elítélhették, és halálbüntetést is kiszabhattak rájuk.

#### Az inkvizíció a közelmúltban
1908-ban X. Piusz pápa a római inkvizíciót Sacra congregatio Romanae et universalis Inquisitionis seu Sancti Officii névre nevezte át, röviden Sanctum Officium, vagyis Szent Hivatal. Ezzel az aktussal az addig a pápa közvetlen felügyelete alatt álló szervezet egy új, teljes körű döntési joggal felruházott vezető szervet kapott, amiben a pápa viselte ugyan a prefectus címet, de ténylegesen már nem vett részt az ügyintézésben. Helyette a titkár járt el, a Szent Hivatal utolsó titkára Alfredo Ottaviani volt.
XXIII. János pápa 1959-ben ökumenikus zsinat összehívására készült, ezt a tervét januárban egy bíborosi konklávén jelentette be. Ezen a zsinaton az inkvizíció felszámolása is napirendre került volna. Az elkövetkező évek azzal teltek el, hogy a bíborosok többsége akadályokat gördített az ökumenizmus és a reformzsinat terve elé.
1963. október 11-én végül összeült a második vatikáni zsinat és jelentős változásokat hozott a Vatikán belső szervezetében, többek közt látszólag megszűnt az inkvizíció a pápa akarata szerint. Azonban a zsinaton a pápa ellenzékét éppen Alfredo Ottaviani bíboros, a Szent Hivatal (utolsó) titkára irányította, és nagyban befolyásolta a zsinat végeredményét. XXIII. János még 1963-ban elhunyt, utódja pedig a Szent Hivatal korábbi szakértője, Giovanni Battista Montini lett, VI. Pál néven. A vatikáni zsinat végeredményben nem megszüntette, csak átalakította az inkvizíciót. A Szent Hivatal működése egészen 1965-ig igen hasonlított a korábbi inkvizícióra.
A zsinaton a kölni érsek többek között a következőket mondta:

| „                                        | … nincsenek összhangban a modern időkkel és a világban botrány tárgyát képezik… Senkit sem lehet bíróság elé vinni és elítélni anélkül, hogy ki ne hallgatnánk, anélkül, hogy ne tudná, mivel is vádolják… | ” |
| – Második vatikáni zsinat, 1963. október | |   |

E felszólalás megmutatja, hogy 1963-ban létezett még a vádlottak vádirat nélküli beidézése és elítélése. Ugyanakkor a kölni érsek sem vitatja, hogy a Vatikánnak jogában áll-e elítélni bárkit is a hite miatt.

#### A Hittani Kongregáció
A szervezet utóda a Hittani Kongregáció, amely mai nevét 1965-ben kapta. A Kongregáció működésének egyik alapvető feladata a hit kérdéseiben történő állásfoglalás. Lényeges különbség, hogy a Kongregáció hatásköre hivatalosan már csak egyházi személyekre terjed ki.
Első prefektusa Alfredo Ottaviani, a Szent Hivatal utolsó titkára lett, 1968-tól Franjo Seper bíboros, 1982 januárjától pedig Ratzinger bíboros, a későbbi XVI. Benedek pápa lett a vezetője. A Hittani Kongregáció prefektusa gyakorlatilag azonos a korábbi főinkvizítori beosztással. A Kongregáció ugyan már nem alkalmaz kínvallatást és börtönbüntetést, de rendkívül gyakran él a kiközösítés büntetésével.
A Hittani Kongregáció Ratzinger alatti működését papi körökből is érték kritikák.

| „                         | A Szent Hivatal ugyan megváltoztatta a nevét, de az alapját képező ideológia megmaradt. Módszereit tekintve semmit sem változott. Még mindig hitelt ad névtelen feljelentéseknek, szinte sohasem foglalkozik közvetlenül a vádlott személyével, kijelentéseinek visszavonását követeli, és hallgatásra kényszeríti, valamint továbbra is harmadrendű teológusokat alkalmaz szakértőként és bíróként… | ” |
| – dr. Paul Collins (1997) | |   |

II. János Pál pápa 2000. március 12-én a Vatikánban ünnepi istentiszteleten kért bocsánatot egyháza bűneiért.
A Kongregáció ma is működik, 2005-től 2012-ig Ratzinger utódja, William Joseph Levada állt a hivatal élén és 2012-től Gerhard Ludwig Müller bíboros vezeti. A hivatal elsősorban a katolikus tanítást felügyeli.

## Inkvizíció Magyarországon

### Középkori inkvizíció
A magyarországi inkvizíció működése forráshiány miatt nehezen tanulmányozható. Olyannyira, hogy a történészek egy része szerint Magyarországon az első boszorkányper 1565-ben volt, az utolsó 1756-ban (annak ellenére, hogy Mária Terézia már 1755-ben betiltotta). Volt azonban egy forrás, amely szerint a középkori inkvizíció már a 13. században működött Magyarországon. Ez a forrás a Kassai kódex, aminek Liber Inquisitorum című része 1227 és 1498 közti 83 inkvizíciós eljárás jegyzőkönyvét tartalmazta. A forrás a második világháborúban elveszett, és sokan tagadják még azt is, hogy eredeti lett volna. A szöveg másolatok töredékeiben maradt fenn, amit utolsó másolója, Fehér Mátyás Jenő tett közzé. A forráskritikákhoz már csak a szöveg tartalmi része adhat támpontot.
Az inkvizíció mint hitvédelmi szervezet Magyarországon törésmentesen illeszkedett be az Árpád-ház valláspolitikájába, a pogány kultuszok gyakorlásának, a sámánok és táltosok elleni fellépés folytonos vonalába. Már I. István alatt ismert volt a folnagy hivatal, amit a történészek egy része vallásvédelmi tisztségként értékel. I. László idején a botos ispán ellenőrizte a templomlátogatást, és Könyves Kálmánig tanúságtételük (külön nevén testimonum qualificatum) a vallásperekben határozott szerepet játszott. Kálmán rendeletében ez olvasható: „miután az országban nagyon sokan ártatlanul szenvedtek a hamis pristaldusok miatt, a tanúságukra hivatkozás nem érvényes többé, hanem csak az egyházmegyék püspökeié és azok káptalanjaié”.
II. András korából a váradi istenítéletek intézménye vált ismertté, mint vallásvédelmi fórum. Az intézményt csak I. Lajos szüntette meg.
A magyar pogányság és eretnekség a köztudattal ellentétben soha nem lépte át a félpogányság vagy álkereszténység fogalmát. Magyar különlegességként említik az istentelen káromkodást. Ugyanakkor – mint azt Bruno, Olmütz püspöke IV. Kelemenhez írt levelében kifejti – „Magyarország mindenféle külföldi eretnek előtt szívesen tárja fel kapuit…”. A menekült eretnekek gyakori célpontja volt az ország a 13. századtól a 16. századig.
Az első magyar főinkvizítor valószínűleg Magyar Pál mester (Paulus de Hungaria) volt, akinek egy műve a Kassai kódex Monita magistri Pauli című részében is fennmaradt. Pál mester 1218. december 16-án alapította az első magyarországi domonkos kolostort, aminek első perjele lett. Summa de poenitentiae című munkája a magyar domonkosok alapműve lett, e művet III. Honoriusz pápa üdvözölte, és Pál domonkosait a hit öklének nevezte. A főinkvizítori hivatal a királyi udvarban működött.
A magyar inkvizíció első küldetése a kereszténységet felvett kunok ellenőrzése lett, hogy a bogumil és patarénus eretnekséget megelőzzék náluk. A kun inkvizíciót nem sokkal követte a III. Ince pápa által sürgetett fellépés a félkeresztény sámánok ellen. Pál mester azonban kegyvesztetté vált III. Ince előtt megengedő nézetei miatt. Ennek jellegzetes példája az alábbi idézet: „A pogányok nincsenek alávetve az egyházi kánonoknak.” III. Honorius 1230-ban szabad kezet és teljes felhatalmazást adott a magyar inkvizíciónak, majd András király a pápai nyomásra 1231-ben Teuton Jánost nevezte ki utódjának, akit már 1234-ben Sycardus követett a tisztségben. Ez évben adta ki IX. Gergely pápa a De haereticis kezdetű bulláját, ami már előrevetíti a későbbi erőszakos fellépést.
Teuton János vezette be Magyarországon a II. Frigyes-féle ítélkezést és a halálbüntetések kiszabását. Ebben segítőre lelt a buzgó eretnekellenes hercegben, a későbbi IV. Béla királyban, aki többszörös esküt tett az eretnekség kiirtására, mindenekelőtt a patarénusok és bogumilok tekintetében.
A kor szellemének megfelelő világi törvénykezés is zajlott, amit a budai polgárok 1244-es rendelete mutat, miszerint mind az eretnekek, mind a bűvösök és igézők máglyahalált érdemelnek.

### Újkori magyar inkvizíció
A magyar középkori inkvizíció a 15. század végéig biztosan működött, azonban 1565-ig tevékenységéről nincs adat. A mohácsi csatavesztés után a papságnak egyéb gondjai is akadtak, mint az eretnekek üldözése. Az általában a reformáció visszahatásaként értékelt, de már a reformációval egy időben megjelenő ellenreformáció idején is inkább a reformált vallások és a katolikus vallás összeütközése hatott úgy, mint eretnek- vagy boszorkányüldözés.
Magyarországon a 18. századig folytak boszorkányperek, de Európa nagy részétől eltérően itt a 16. századtól nem működött szervezetszerűen az inkvizíció. A boszorkánypereket éppolyan világi bíróságok tárgyalták, mint a köztörvényes ügyeket. A boszorkánypereket az inkvizícióhoz hasonlóan folytatták le, kínvallatással és máglya általi halálos ítéletekkel, de Magyarország perei alapvetően különböztek is attól, mivel a vádakban szinte sosem kapcsolták össze az istentagadást és a boszorkányságot. Világi jellegénél fogva is eltért az európai boszorkányperek többségétől abban, hogy a teljes történetében alig másfél tucatnyi közrendű vádlott akadt, és a Báthoriakat leszámítva egyetlen főrangú vádlott sem.

## Utolsó kivégzések
Európában az utolsó kivégzések a 19. században voltak. Portugáliában az 1820-as liberális forradalom törölte el az inkvizíciót. A spanyol inkvizíció utoljára 1826-ban egy tanárt végzett ki deista tanításokért. Itáliában a pápai állam inkvizíciója a 19. század második feléig folytatta tevékenységét, nevezetesen a Mortara-ügyben (1858–1870).
Az amerikai kontinensen a 19. század elején az államok függetlenné válásával szintén eltörölték az inkvizíciót. Mexikóban 1817-ben ítélt el utoljára az inkvizíció egy férfit tiltott művek olvasása miatt. A legutolsó, már nem az inkvizíció által elrendelt boszorkányégetés 1877. augusztus 20-án, a mexikói San Jacopóban volt.

## A leghíresebb inkvizítorok

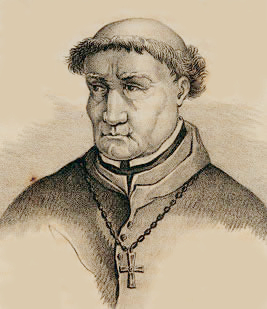
Tomás de Torquemada főinkvizítor

- Arnold Catalan: Spanyol származású domonkos szerzetes, aki attól vált hírhedtté, hogy holtak felett is ítélkezett, és a bűnösnek talált elhaltak holttesteit kiásatta és elégettette. 1234-ben kis híján agyonverték a felháborodott polgárok.
- Marburgi Konrád: Szent Erzsébet gyóntatója. 1231-től a német inkvizíció vezetője, 1233-ban a megvádolt nemesurak meggyilkoltatták. Gyilkosait a frankfurti Birodalmi Gyűlés felmentette.[30]
- Tours-i Konrád: 1232-ben tömegesen végeztetett ki „eretnekeket”. Jelmondata: „Megégetnék száz ártatlant, ha csak egyetlen bűnös volna is közöttük!”[107] Marburgi Konrád utódja lett, és még abban az évben osztozott a sorsán is vele.
- Guillaume Pelhisson: Toulouse-i illetőségű, 1230-tól dominikánus, 1234-től 1268-ig inkvizítor. A legkorábbi inkvizíció egyik fő forrása, mivel 1230 és 1238 közötti működéséről könyvet írt. Meghalt 1268-ban.
- Robert le Petit: Észak-Franciaország inkvizítora, tömeges égetések szervezője (Például 1239-ben egy alkalommal 180 ember halála fűződik a nevéhez). 1241-ben túlkapásai miatt felfüggesztették inkvizítori állásából.
- Bernard Gui: 1261-ben született, 1280-tól Domonkos-rendi szerzetes, 1307-től a toulouse-i inkvizíció vezetője. 1324-ig inkvizítor, 1331-ben halt meg. 1317-ben pápai megbízással az észak-itáliai mozgalmak üldözője. Guillaume Pelhisson könyvére rátalálva hasznosította azt (az ő másolata révén maradt fenn az avignoni levéltárban). Hírhedt volt arról, hogy nemcsak a gyanúsítottakat, hanem a tanúkat is kínvallatásnak vetette alá. Bernard Gui jellegzetes alakja az inkvizíciónak, ezért a toulouse-i 1308 és 1322 közötti működéséről fennmaradt pontos adatok általános képet adnak működéséről:
  - 672 per 14 év alatt,
  - 36 felmentő ítélet,
  - 636 elmarasztaló ítélet,
  - 40 máglya általi halál,
  - 300 börtönbüntetés.[108]
- Jacques Fournier: Pamiers, majd Mirepoix püspöke, 1334-től XII. Benedek néven pápa. 1318 és 1325 között 98 perben mindössze öt halálos ítéletet hozott, ami a többi inkvizítorhoz viszonyítva nagy fokú könyörületességet mutat.[109]
- Tomás de Torquemada: marrano származású, de már konverzor családba született, dominikánus szerzetes, 1482 februárjától kinevezett főinkvizítor, címét haláláig, 1498-ig megtartotta. Még a felajánlott sevillai püspöki címet is visszautasította, hogy inkvizítor maradhasson.[110]

## Az inkvizíció társadalmi hatásai
Az inkvizíció egyenes folytatása a harcos egyház kialakulásának, a keresztesháborúk szellemiségének és az erőszakos hitvédelemről szóló szaporodó tanulmányoknak. A dogmatikusan is megalapozott hitvédő intézmény ennek ellenére viszonylag lassan terjesztette ki hatalmát, és területileg is lassan terebélyesedett. Franciaország, Itália és a Német-Római Császárság után viszonylag hosszú időre megtorpant, és csak a 15–16. század fordulója körül kezdett újra kibontakozni.
Társadalmi fogadtatását egyrészről óriási ellenállás, másrészről beletörődő ambivalencia, harmadrészről lelkes támogatottság jellemezte. A megoszlás társadalmi, gazdasági és hitbéli különbözőségeken alapult. A különbségek észrevehetők egyéni és államszinten is. A spanyol állam szervezetében mindvégig maradéktalan támogatóra leltek, Franciaországban a kezdeti nagy nekibuzdulás után lanyhulás állt be, a Német–Római császárságban hol fellendült, hol visszavonult, az aktuális politikai állapottól függően. A középkori Kelet-, Észak- és Közép-Európa inkvizíció a mai napig nincsenek maradéktalanul feldolgozva, a szervezet jelentősége és egyáltalán létezése is vita tárgyát képezi.

## Az áldozatok száma
Arról, hogy az inkvizíciónak mennyi áldozata volt, jelenleg is viták folynak. Jelenleg néhány szórványos adat és becslés létezik csupán, amelyek sokszor egymással sem vethetők össze. Példaképpen ezek közül néhány:
- Michel Baigent és Richard Leigh kutatásai szerint a katharok elleni keresztesháború idején és közvetlenül azt követően 5000 embert végeztek ki (a ténylegesen leölt emberek száma ennek sokszorosa volt).
- Pierre Dominique szerint („L’Inquisition” Paris, Ed. Perrin, 1969) a spanyol inkvizíció 178 382 embert ítélt el, és közülük 16 376-ot égettek el élve.
- Canon Juan Antonio Llorente („A Critical History of the Inquisition of Spain”) szerint 1808-ig a spanyol inkvizíció 31 912 embert égettetett el, 17 659 embert életfogytiglani börtön után égettetett el holtan, összesen 341 021 áldozat volt.
- Ellen Rice szerint („The Myth of the Spanish Inquisition”) 3000–5000 halálos ítélet volt a spanyol inkvizíció évszázadaiban és 150 000 boszorkányégetés egész Európában.
- Henry Kamen szerint („Histoire de l’Inquisition espagnole”, Paris, Éd. Albin Michel, 1966) 341 021 elítélt és 31 912 máglyahalál a spanyol inkvizíció mérlege.

## Idézetek az inkvizícióról
| „                                | „Az elnéző magatartás ellenére, amely a történésztől követelmény, a keresztény számára pedig megengedett dolog, az inkvizíciót . . . az emberiség feljegyzéseiben fellelhető legsötétebb szégyenfoltok egyikének kell tekintsük. A kegyetlenség olyanfajta megnyilvánulásának, amely még a vadállatok között sem lelhető fel.” | ” |
| – Will Durant amerikai történész | |   |

| „                                  | A „szocializmus” semmivel sem gonoszabb szó, mint a „kereszténység”. A szocializmusból ugyanúgy nem következik Joszif Sztálin meg a titkosrendőrség meg a templomok bezárása, mint ahogy a kereszténység sem áll ok-okozati viszonyban a spanyol inkvizícióval. | ” |
| – Kurt Vonnegut amerikai esszéista | |   |

### Magyar nyelven
- Michael Baigent – Richard Leighː Az inkvizíció, General Press Kiadó, Budapest, 2007, ISBN 978-963-9648-50-0, 367 p
- Cohn, N.: Európa démonai, Budapest, 1994, 326 p
- Féréal M. V.: A spanyol inquisitió s egyéb titkos társulatok titkai. Ford. Huszár Imre. Brünn, 1864, 547 p
- Grigulevics, I. R.: Az inkvizíció története, Budapest, 1972, 313 p
- Grigulević, I. R.. Kereszt és kard: a katolikus egyház Spanyol-Amerikában a XVI-XVIII. században. Kossuth K. (1981)
- Haller Józsefː Történelmi hazugságok – A történelem terén előforduló mindennapi ferdítések czáfolata, Szent István Társulat, Budapest, 1890, 852 p
- Havas Károlyː Az inkvizició története, Rozsnyai Károly Kiadása, Budapest, 504 p
- Michael Hesemannː Sötét alakok – Mítoszok, legendák és hazugságok a Katolikus Egyház történetéből, Szent István Társulat, 2010, ISBN 9789632771069, 272 p
- Kulcsár Zsuzsanna: Inkvizíció és boszorkánypörök, Budapest, 1968, 208 p
- Llorente és Galloisː A spanyol inquisitói története I–II., Lauffer és társai kiadása, Pest, 1863, 250 p
- Petrányi Ferencː Az inkvizició – Mi a valóság a sok hazugság között?, Kalocsa, 1908, Félvászon , 131 p
- Ráth-Végh István. Az emberi butaság. Gondolat K. (1962)

- Ráth-Végh István. Hatalom és pénz. Gondolat K. (1977). ISBN 963-280-539-9

- Ratzinger, Joseph, Vittorio Messori. The Ratzinger Report. San Fransisco (1986)
- Tomka Ferencː Az egyház bűnei? (Mi igaz, mi nem igaz?), Szent István Társulat, Budapest, 2001, ISBN 963-361-197-0, 85 p
- Voltaire. Filozófiai ÁBÉCÉ. Kossuth K. (1996). ISBN 963-09-3882-0

### Idegen nyelven
- Bede. A History of the English Church and People. Harmondsworth (1979)
- Collins, Paul. Papal Power. London (1997)
- Keith, Thomas. Religion and the Decline of Magic. Harmondsworth (1980)
- Lea, Henry Charles. A History of the Inquisition of the Middle Ages. London (1888)
- Mandonnet, P.O.P.. Saint Dominique, l'Idée, l'Homme, l'Oeuvre. Párizs (1937)
- Maycock, A.. The Inquisition. London (1926)
- Reese, Thomas J.. Inside Vatican. Cambridge (1998)
- Theiner. Monumenta hisorica hungariam sacram illustrantia. Róma (1859)
- Trevor-Roper, Hugh R.. The European Witch-Craze of the Sixteenth and Seventeenth Centuries. London (1988)
- Wakefield, Walter L.. Heresy, Crusade and Inquisition in Southern France 1100-1250. London (1974)

## Szépirodalom
- Umberto, Eco. A rózsa neve. Európa K (1994). ISBN 963-07-5710-9